# Planta (arquitectura)

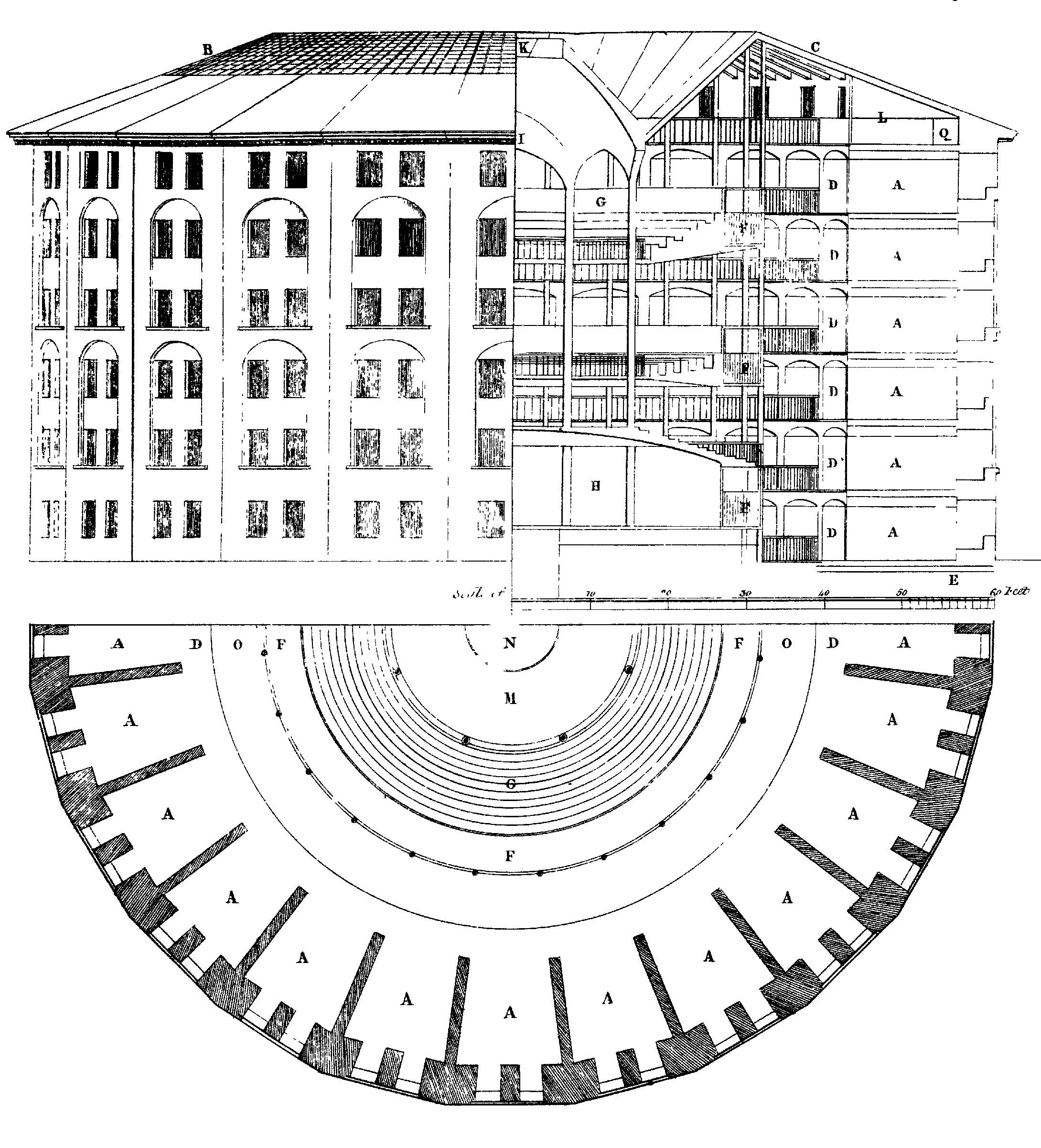
Planta (abajo), alzado (a la izquierda) y sección (a la derecha) del Panopticon de Jeremy Bentham. Este reformador social atribuía a su utópico diseño arquitectónico (especialmente al de su planta, que orienta las celdas hacia un punto de observación central) la virtud de optimizar el control de los reclusos de una cárcel. Las formas circulares u ovaladas de plazas de toros, estadios y anfiteatros, y la semicircular de los hemiciclos en teatros y parlamentos, tienen una función hasta cierto punto semejante.

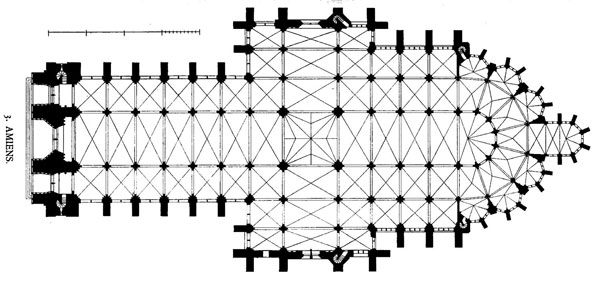
Planta de la catedral de Amiens. Un pilar macizo soporta las torres del final del oeste; los cruceros son abreviados; siete capillas radiantes forman la girola localizada en el ábside. Las plantas de iglesias y catedrales muestran las secciones de las paredes y los pilares, dando una idea de los perfiles de su estructura. Las ventanas vidriadas se representan por líneas dobles iluminadas en las paredes de los perímetros, mientras que las carenas por encima de la bóveda se representan con líneas punteadas. Por convención, los planos eclesiásticos son mostrados con el norte en la parte superior y el fin del este litúrgico en la parte derecha. Tal orientación coincide habitualmente con la forma convencional de representar los puntos cardinales (este a la derecha), dado que la mayor parte de las iglesias cristianas tienen esa orientación, que las hace recibir el sol naciente por la cabecera y despedir el sol poniente por los pies. Muchas abadías tienen planos que son comparables a catedrales, aunque a veces con más énfasis en los espacios del santuario y el coro, que son reservados para la comunidad religiosa. Las iglesias más pequeñas son similarmente planeadas, pero con simplificaciones.

Una planta (del latín planta) o plano, es la representación de un cuerpo (edificio, mueble, pieza o cualquier otro objeto) sobre un plano horizontal. Se obtiene mediante una proyección paralela, perpendicular al plano proyectante horizontal. Es una de las representaciones principales del sistema diédrico, junto con el alzado. También se denomina planta a la representación de la sección horizontal.
En arquitectura, la planta es un dibujo técnico que representa, en proyección ortogonal y a escala, una sección horizontal de un edificio; es decir, la figura que forman los muros y tabiques a una altura determinada (normalmente coincidente con los vanos —puertas y ventanas—, para que se puedan apreciar), o bien utilizando recursos gráficos para permitir la representación de estos y otros elementos arquitectónicos (como líneas de menor grosor o discontinuas, que permiten la representación de elementos sobre el corte, como arcos y tracerías).
Los planos de un edificio constan en gran parte de planos de planta, generalmente uno por cada altura o nivel de este, incluyendo la planta de cubiertas, que a diferencia de las demás, no secciona el edificio, sino que lo muestra visto desde arriba, tal y como se vería al sobrevolarlo, pero sin distorsiones de perspectiva (vista de pájaro).
Acompañando a las plantas o secciones horizontales, se utilizan también planos de sección vertical (denominados secciones o «planos de sección»), así como planos de alzado, que muestran el aspecto exterior de las distintas fachadas del edificio, sin seccionarlo.
Existen distintos tipos de planos de planta en función de lo que se quiera representar. Los principales son:
- Plantas de arquitectura: muestran las divisiones interiores del edificio, las puertas, ventanas y escaleras. Suelen estar acotadas y pueden anotar también la superficie de cada recinto.
- Plantas constructivas: reflejan los detalles constructivos de fachada y tabiquería interior, aunque suelen preferirse secciones.
- Plantas de acabados: muestran los materiales de revestimiento o acabado de suelos, techos y paramentos verticales en cada una de las estancias o habitaciones.
- Plantas de instalaciones: muestran el recorrido y ubicación de los distintos elementos que componen las instalaciones del edificio. Normalmente hay una planta dedicada a cada tipo de instalación (eléctrica, fontanería, saneamiento, etc.)
- Plantas de estructura: muestran los detalles de la estructura del edificio, generalmente de las vigas, pilares y forjados y losas. A diferencia de las demás plantas, que suelen seccionarse justo por encima del suelo, las plantas de estructura suelen seccionarse justo por debajo, mostrando por tanto los elementos sobre los que se apoyan.

A la delineación de la planta de un edificio se la denomina iconografía (del griego ἰχνογραφία, ‘representación de la planta’). Así lo estableció Vitruvio en su obra De architectura, junto a la ortographia para el alzado y la scenographia para la perspectiva. Durante la Edad Media el término cayó en desuso, pero fue recuperado en el Renacimiento por autores como Juan de Herrera.

## Planta del templo egipcio
El modelo generalizado era el de un rectángulo de proporciones aproximadas a la razón áurea en torno a un eje de simetría (orientado astronómicamente de este a oeste en ciertos casos) que marcaba el acceso a través de una avenida de esfinges por una puerta flanqueada por gruesos pilonos. Los distintos patios porticados y salas (sala hipóstila, sala hípetra) con cubiertas sostenidas por gruesas columnas van siendo cada vez más reducidos hasta el santuario más sagrado, que se suele designar con la expresión latina sancta sanctorum.

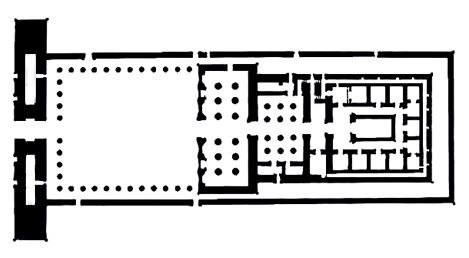
Templo de Edfu.

## Plantas en la arquitectura grecorromana
Las civilizaciones prehelénicas (civilización cretense y civilización micénica) desarrollaron distintas tipologías de edificación; el palacio cretense se caracterizó por una estructura laberíntica, muy visible en su planta, con una gran superficie reservada a almacenaje de todo tipo de productos (función característica de este Estado marítimo de príncipes-comerciantes). Las ciudades micénicas se caracterizaron por sus fortificaciones ciclópeas y el megaron, de uso tanto civil como religioso, como edificio principal de las acrópolis. Las tumbas micénicas circulares —tipología denominada tholos, como el tesoro de Atreo— suponen el paso de la tradición prehistórica de sepulturas colectivas megalíticas a la arquitectura de sillares en aparejo isódomo.

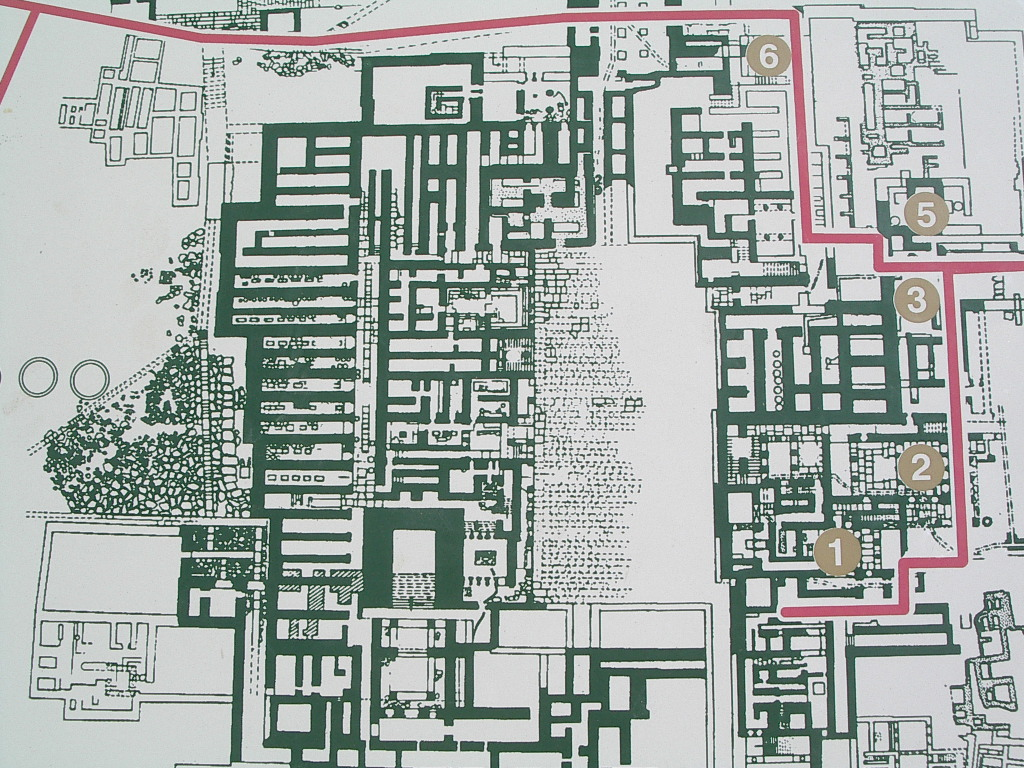
Cnosos.
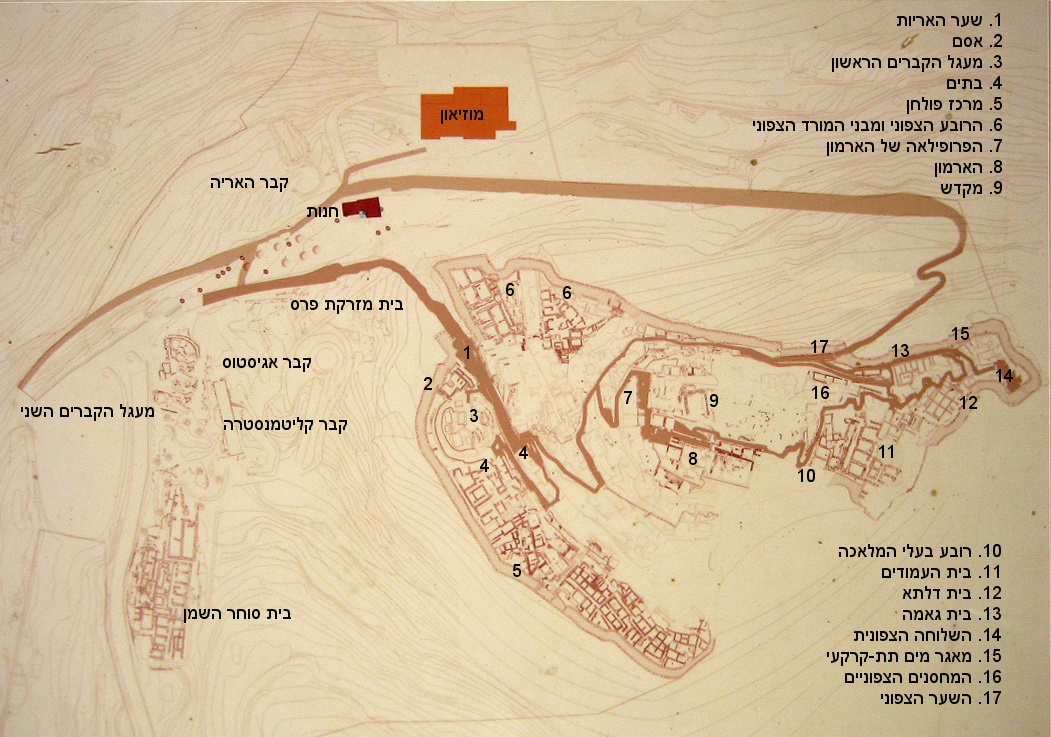
Plano de Micenas, con el trazado de las murallas y las plantas de los edificios.
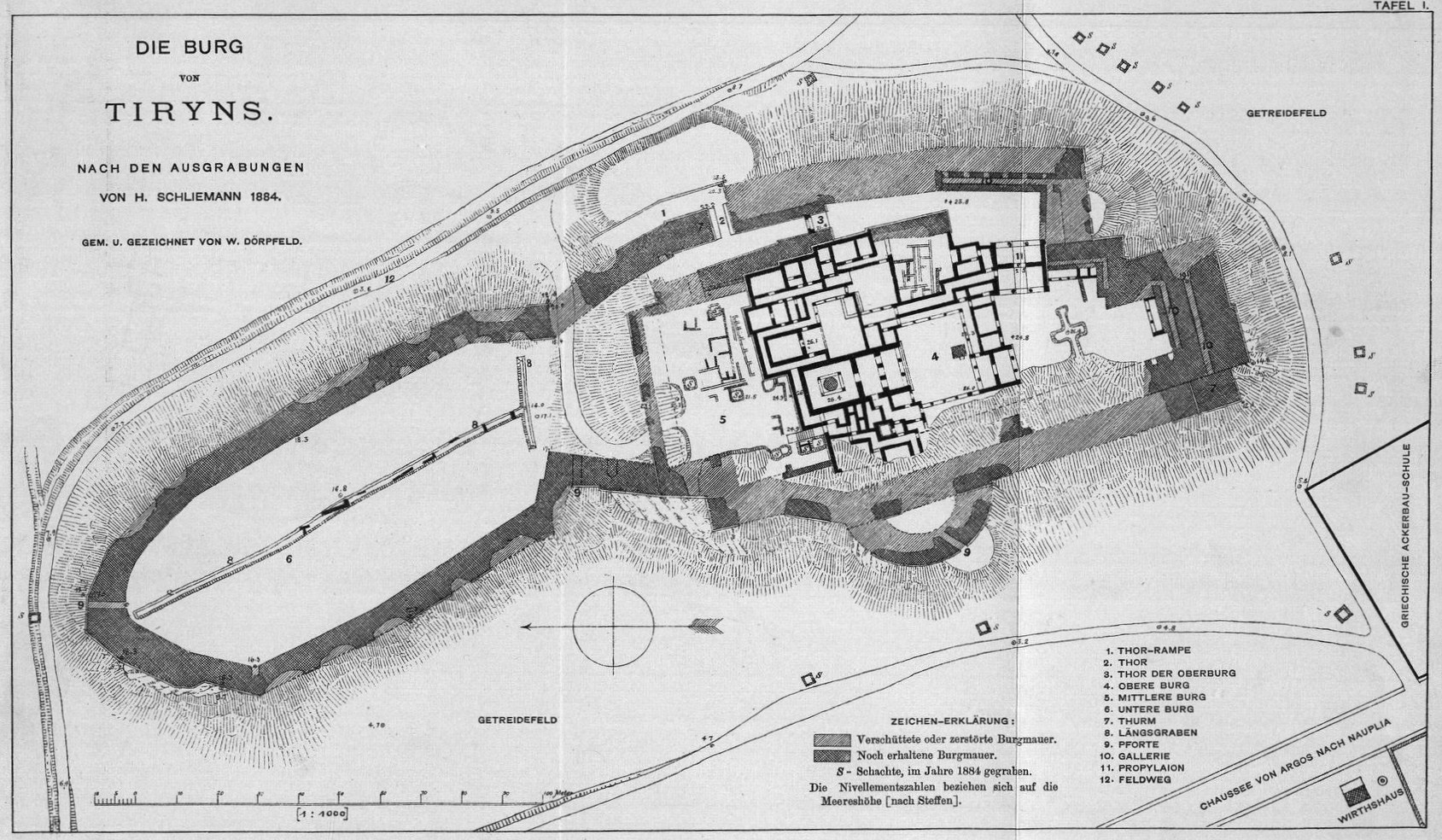
Ídem, de Tirinto.

Tras la época oscura, ya en la civilización griega propiamente dicha, la época arcaica determinó de forma definitiva la forma y localización del templo griego, derivadas de las del megaron.
La civilización romana, que parte de elementos itálicos (especialmente de la etrusca), se heleniza profundamente en la época republicana final, de modo que el Alto Imperio homogeneiza todo el espacio mediterráneo con una identidad de formas, visible también en las plantas de los edificios con todo tipo de funciones (religiosas —templo romano—, lúdicas —teatro, anfiteatro, circo—, militares —castrum, burgum—, civiles —basílica—, residenciales —domus, villa—, etc.)

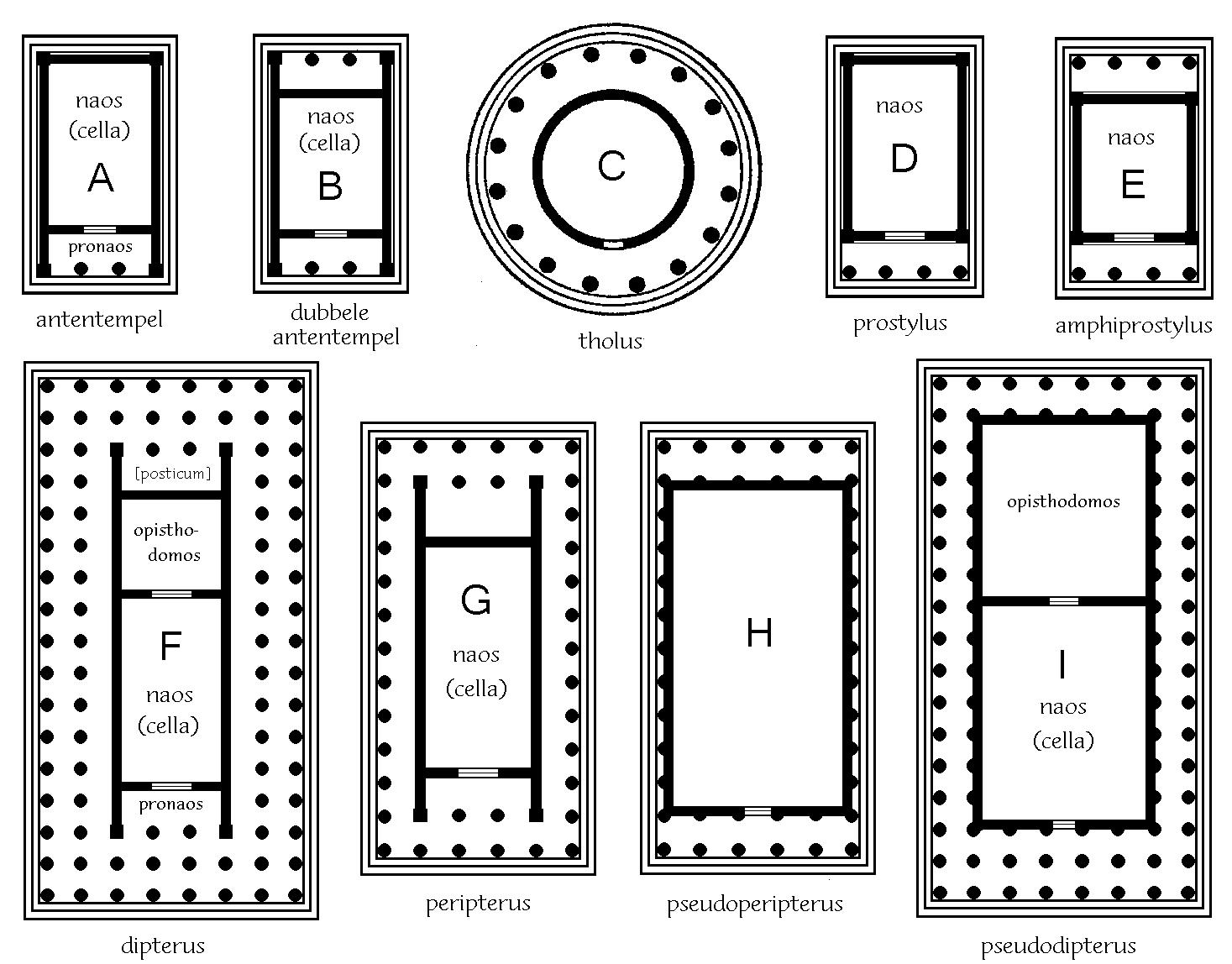
Tipología de los templos griegos, por su planta. A: in antae, B: doble antetemplo, C: tholos, D: próstilo, E: anfipróstilo, F: díptero, G: períptero, H: pseudoperíptero, I: pseudodíptero.
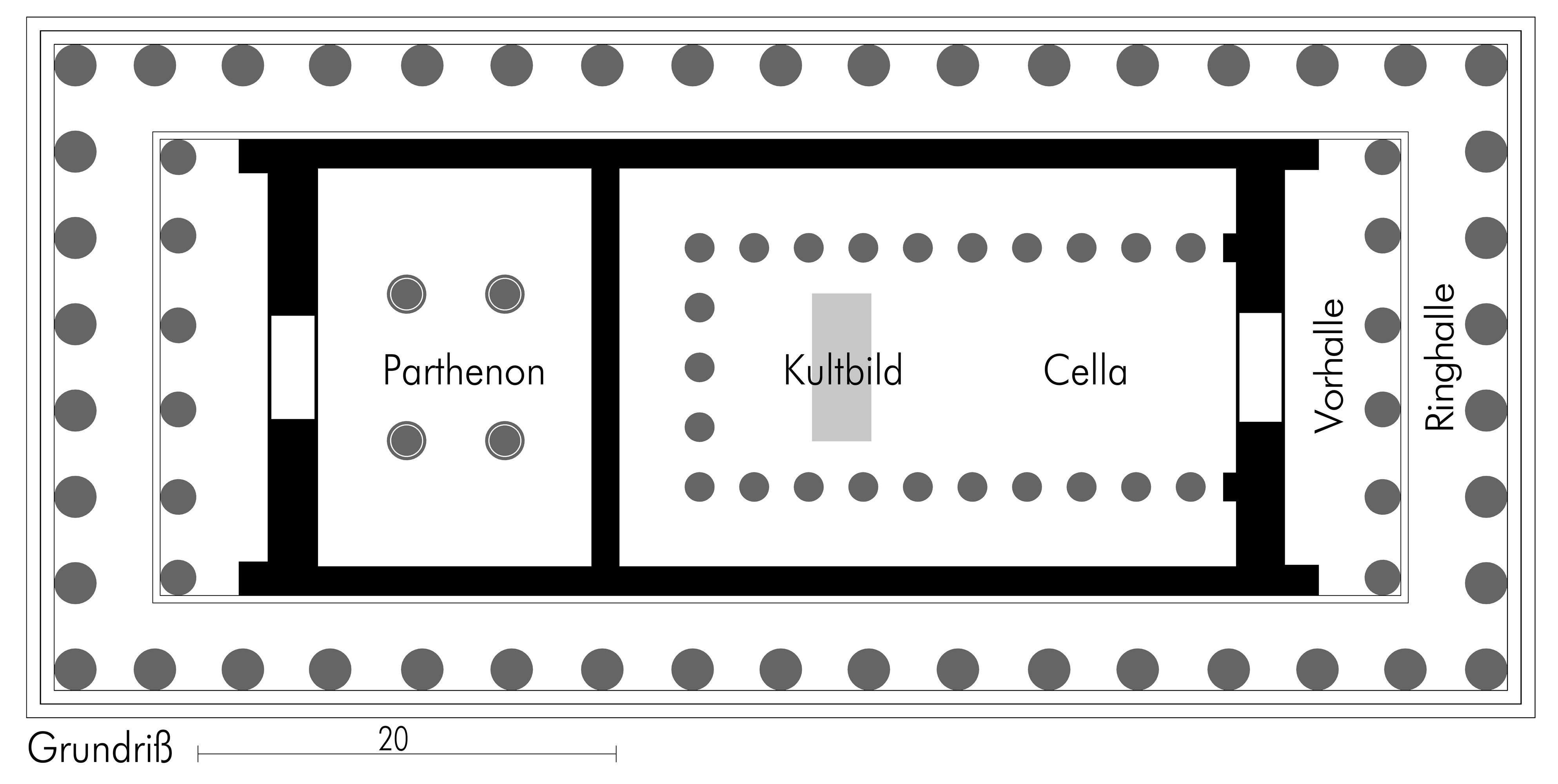
Partenón.
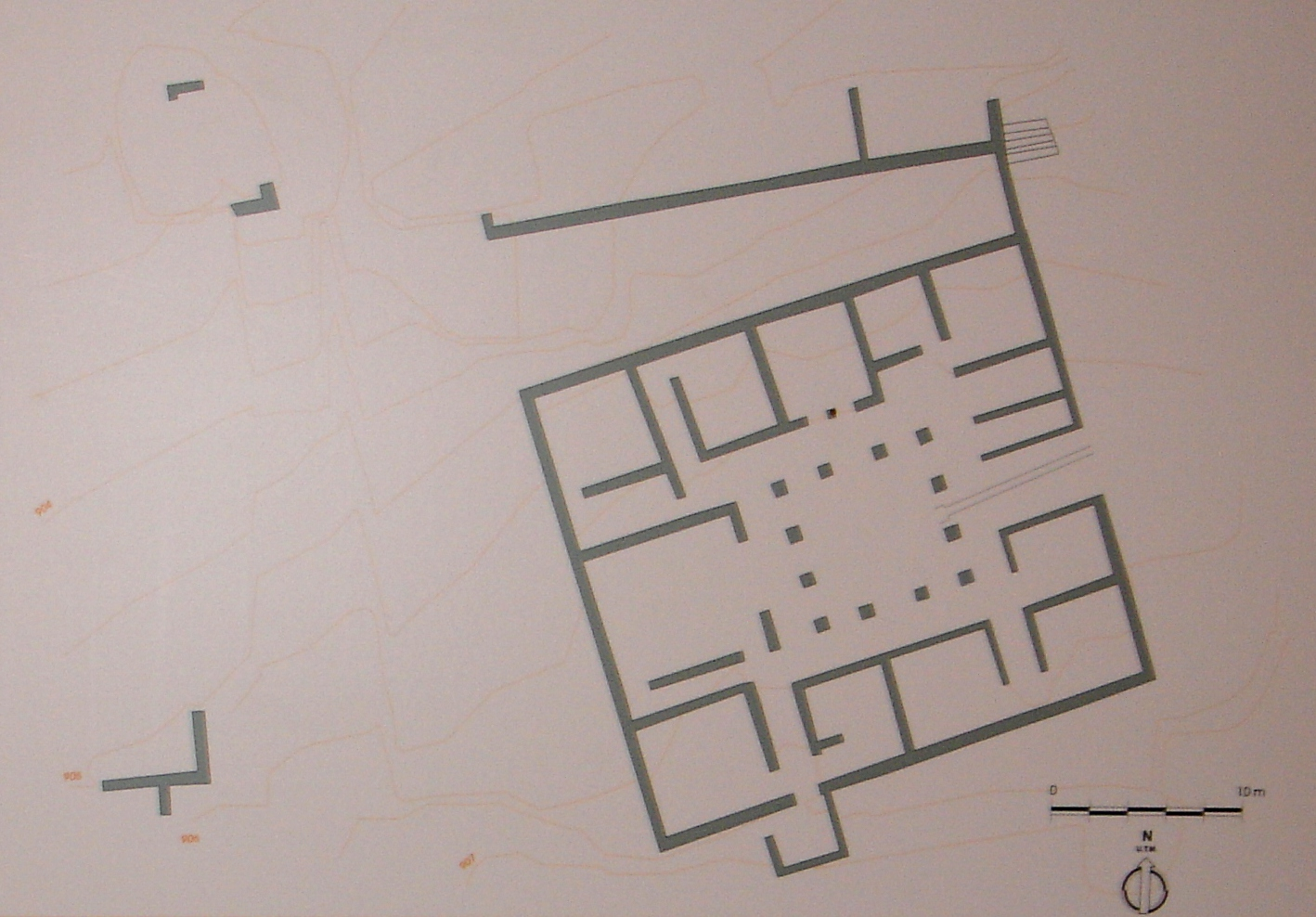
Casa de los Morillos en Iuliobriga, una domus.
Termas de Cartago Nova.
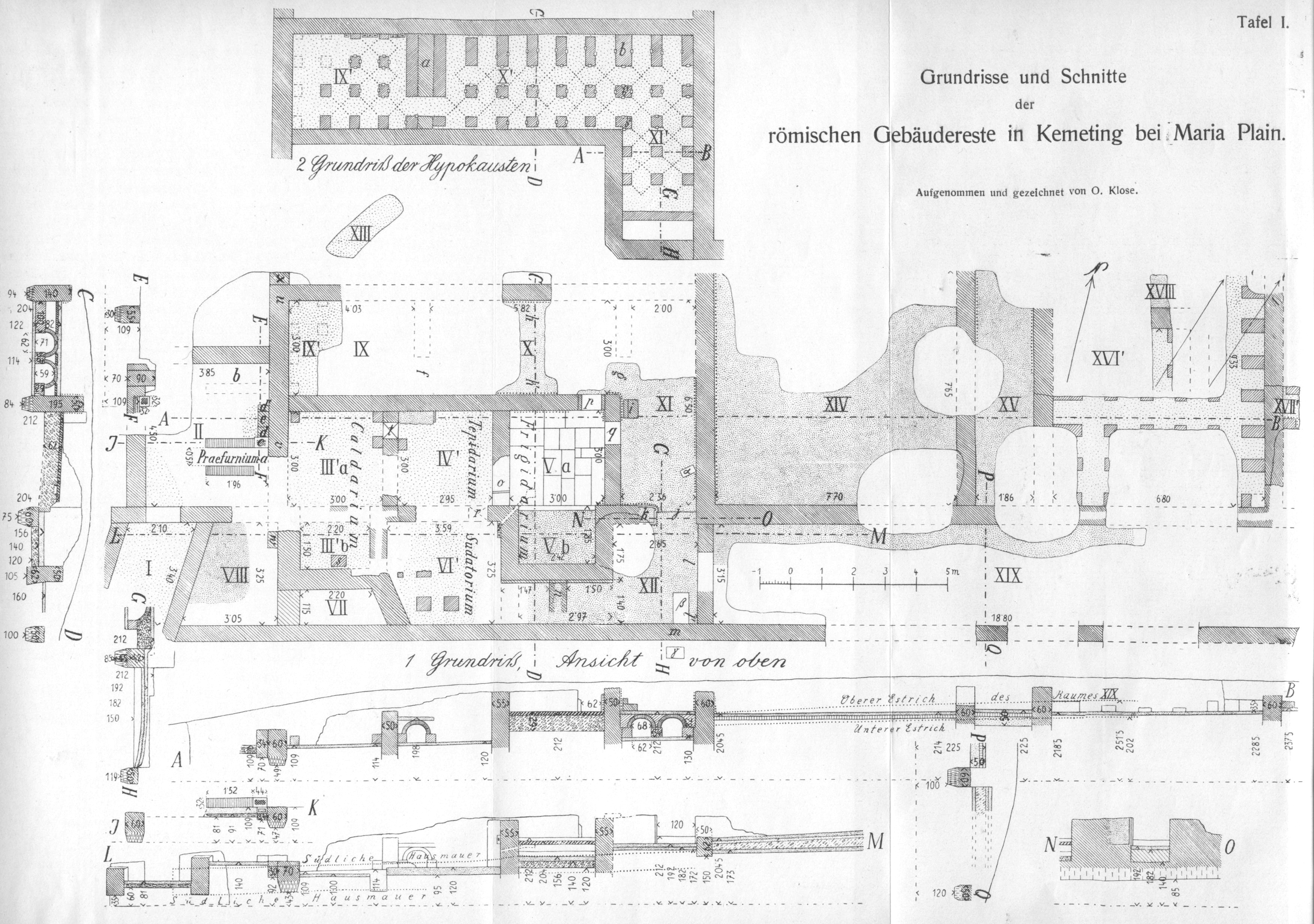
Villa de L. Vedius Optatus en Plainberg.
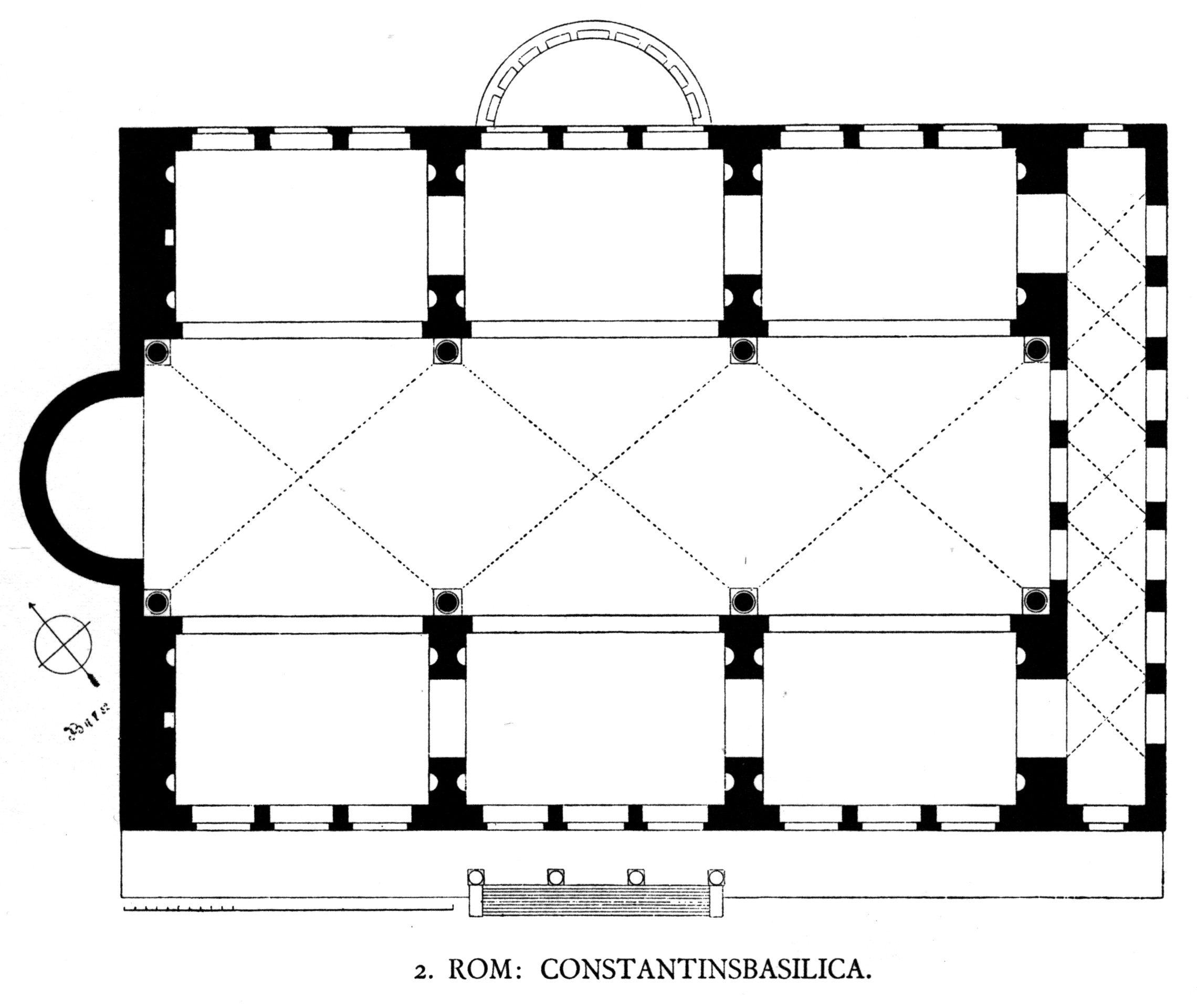
Basílica de Majencio y Constantino.

Además de las plantas de los edificios, tiene una particular importancia la disposición urbanística de los mismos en torno a determinados espacios (ágora, foro) que caracterizan la polis (clásica o helenística) y la ciudad romana.

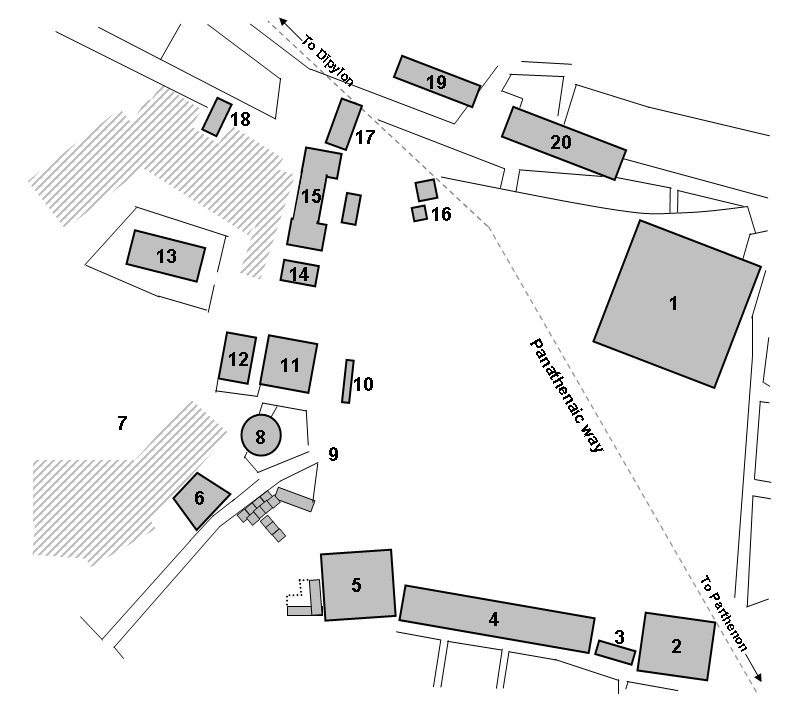
Ágora de Atenas.
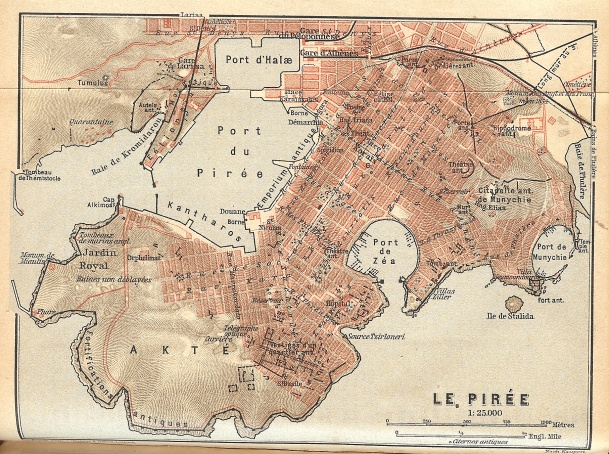
Plano urbano moderno de El Pireo, con el trazado ortogonal debido al diseño original de Hipodamo de Mileto (plan hipodámico).
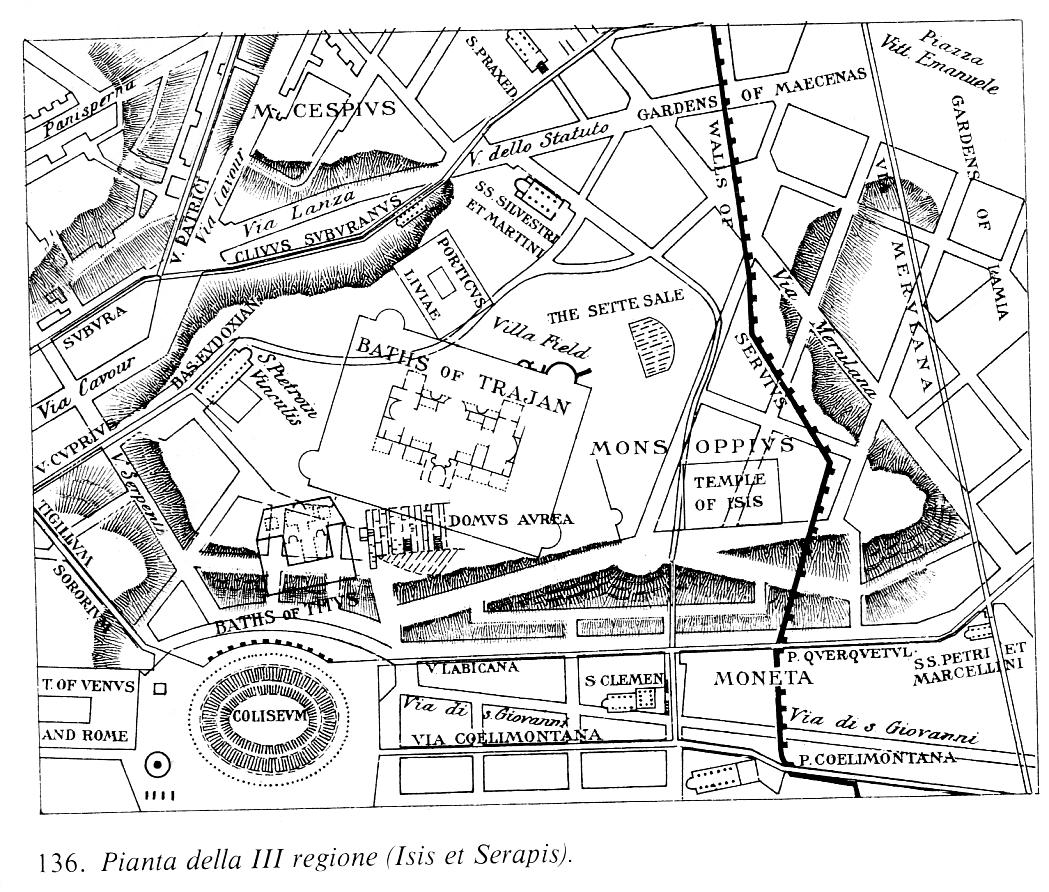
Parte de un plano de la Roma antigua,[10] con el trazado viario y de las murallas,[11] y las plantas detalladas de algunos edificios destacados, como el Coliseo, la Domus Aurea, las Termas de Trajano e iglesias cristianas posteriores.
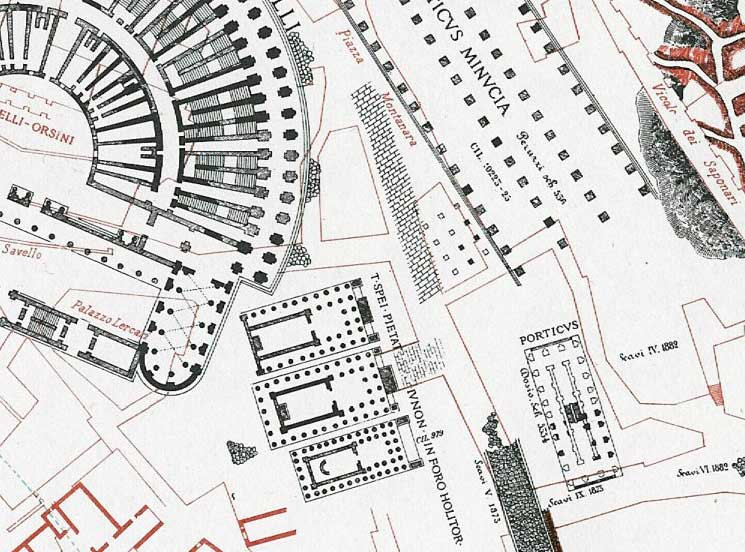
Forum Holitorium,[12] junto al Teatro Marcelo, en Roma.

Se han conservado algunas representaciones esquemáticas de época romana, más bien cartográficas que arquitectónicas, como los planos catastrales de Orange.

## Plantas en la arquitectura cristiana

Planta tipo de una iglesia de peregrinación. Los espacios marcados con cada color reciben denominaciones comunes a la mayor parte de las iglesias: nártex (marrón), nave central (naranja), naves laterales (azul claro), torre (azul), pórtico (morado oscuro), transepto (verde claro), crucero (verde), ábside (salmón), absidiolos (morado), coro (amarillo) y deambulatorio (morado claro). Muy habituales serían también las capillas laterales (no aparecen en este esquema), que se suelen abrir en los muros de las naves laterales, a espacios regulares, correspondientes a los intercolumnios.

En el arte cristiano, la historiografía ha establecido denominaciones para las plantas de las iglesias, con criterios formales. Tales formas se establecieron convencionalmente desde la Antigüedad Tardía y la Edad Media hasta el Renacimiento y el Barroco, innovándose conceptualmente en la arquitectura contemporánea.
San Carlos Borromeo (Instrucciones de la fábrica y el ajuar eclesiásticos) prefiere la planta de cruz latina sobre las centralizadas, al considerar que estas fueron utilizadas para «la adoración a los ídolos».
- Planta basilical, basada en la basílica romana y característica del Paleocristiano. Una nave central (con o sin adición de naves laterales —separadas de la central por una arquería que deja en la planta la huella circular de sus columnas o la poligonal de sus pilares—) aloja a los fieles en un espacio que encauza la visión hacia la cabecera de la iglesia, donde está el presbiterio con el altar mayor (habitualmente en un ábside). El acceso se sitúa a los pies de la iglesia (habitualmente con atrio y pórtico).
- Planta centralizada, planta central o «en rotonda», caracterizada por la existencia de varios ejes de simetría, al basarse en la forma de un polígono regular o el círculo, que orienta la atención de los asistentes al centro del edificio (por ejemplo, en la basílica de San Pedro, al baldaquino). Con algunos ejemplos en la arquitectura grecorromana (tholos), en el Románico se vincula a veces con la arquitectura templaria[19] y el Santo Sepulcro de Jerusalén. En el Renacimiento se produce una verdadera búsqueda intelectual del modelo ideal de belleza arquitectónica a través de la planta centralizada.[20]
  - Planta de cruz griega, habitual en la arquitectura bizantina

- - Planta octogonal, habitual en espacios singulares como los baptisterios.

- - Planta ovalada (ovalkirche)[21] y planta elíptica, innovaciones de la arquitectura del Barroco

- Planta románica-renana o de doble ábside, en que cabecera y pies de la iglesia son similares (repitiéndose en ambas la estructura del ábside); es propia de la arquitectura carolingia y de la arquitectura otoniana.[22]

- Planta de cruz latina, habitual en las iglesias de peregrinación del Románico y Gótico en el Camino de Santiago.

- Planta de salón (hallenkirche), de forma rectangular, en la que las naves laterales tienen la misma altura que la central.

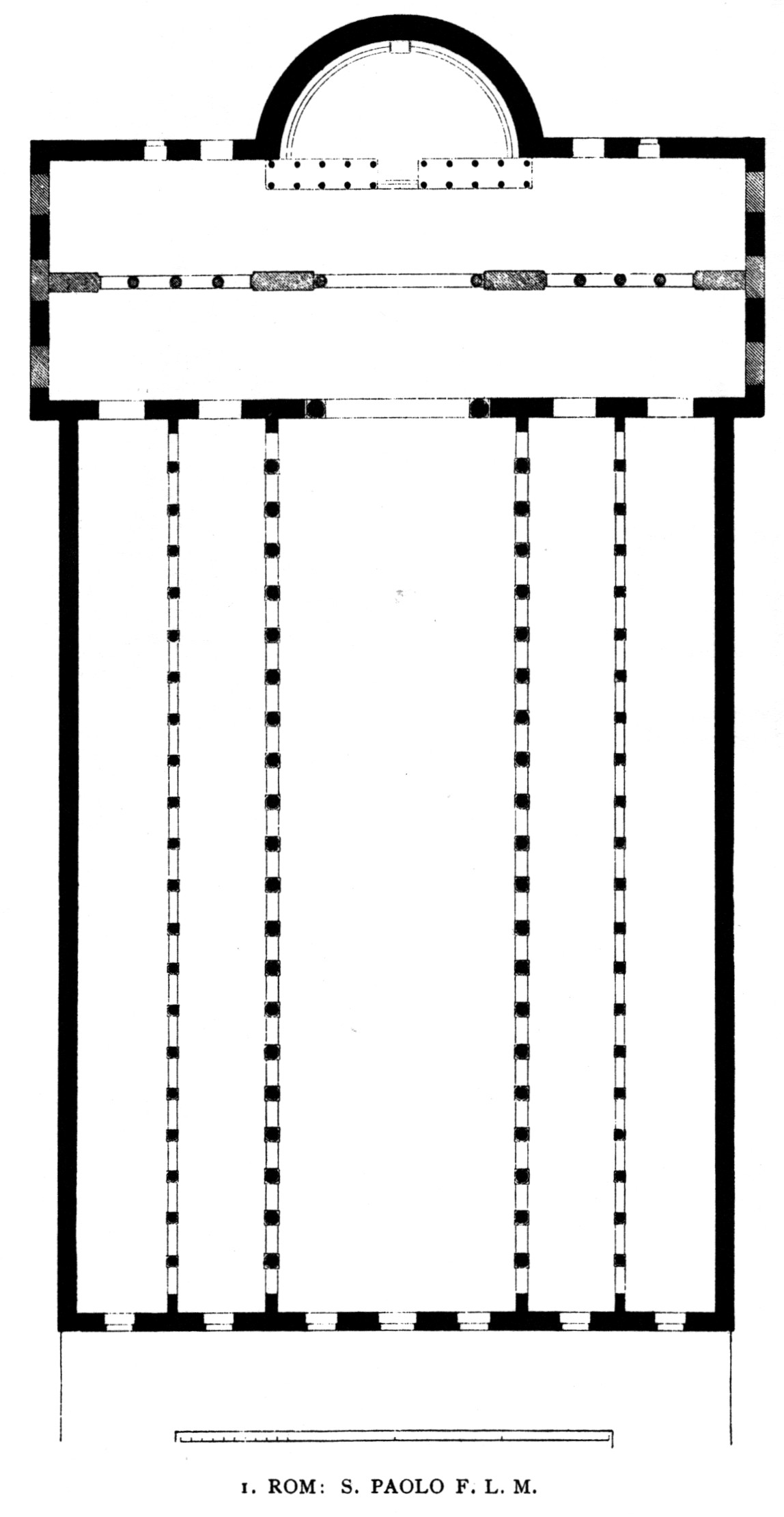
San Pablo Extramuros. Planta basilical.
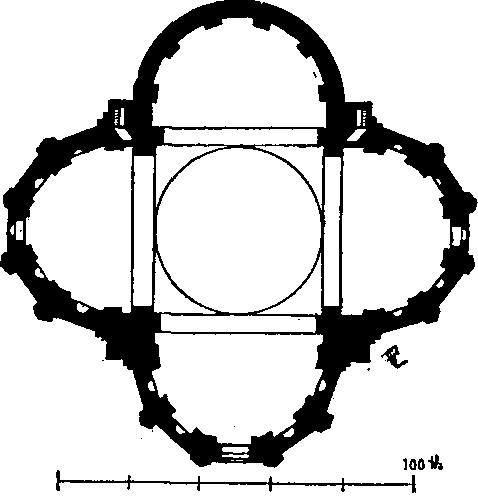
Templo de Santa María de la Consolación de Todi.[23] Planta centralizada.
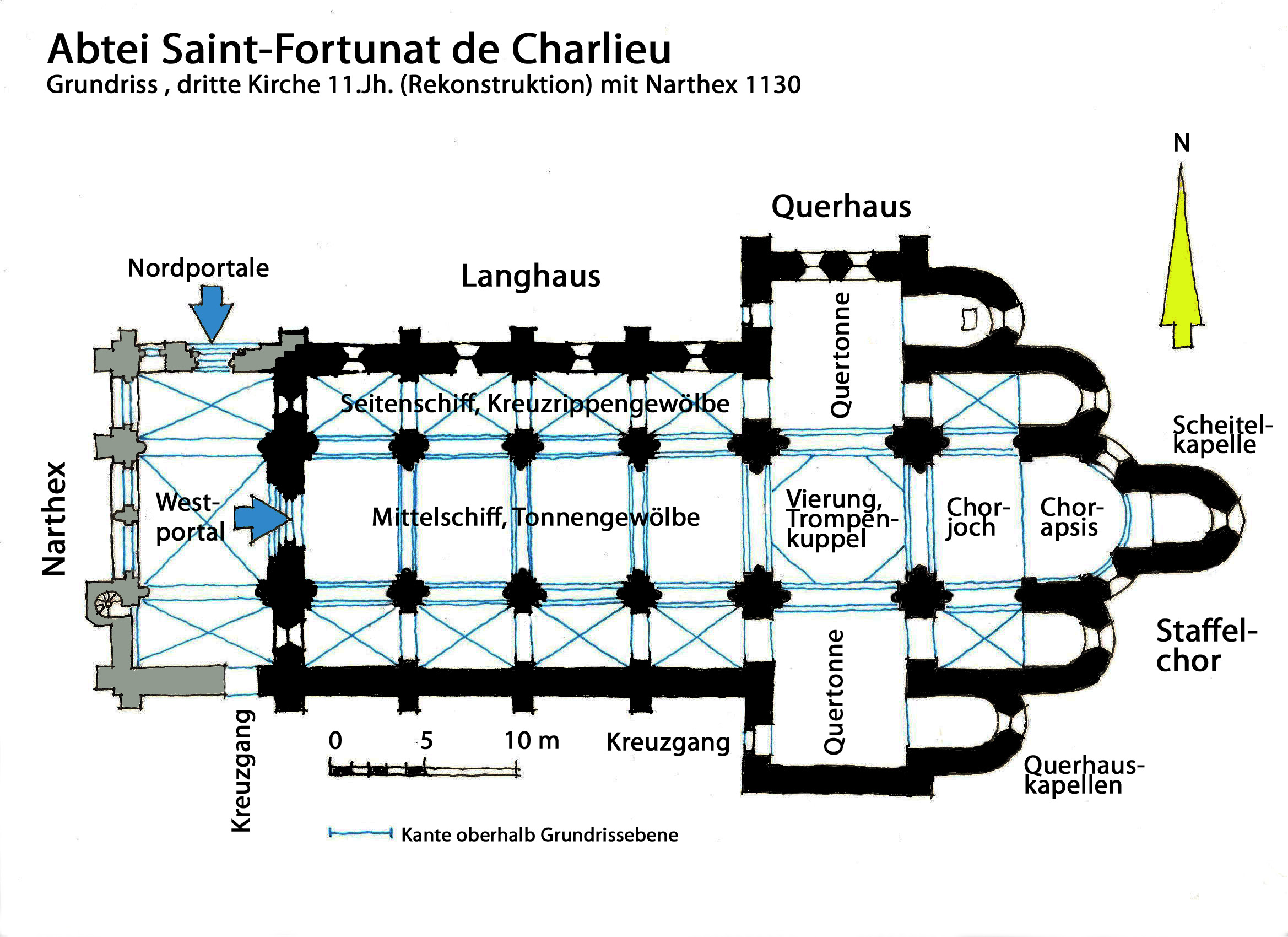
Iglesia de la abadía de Charlieu.[24] Planta de cruz latina.
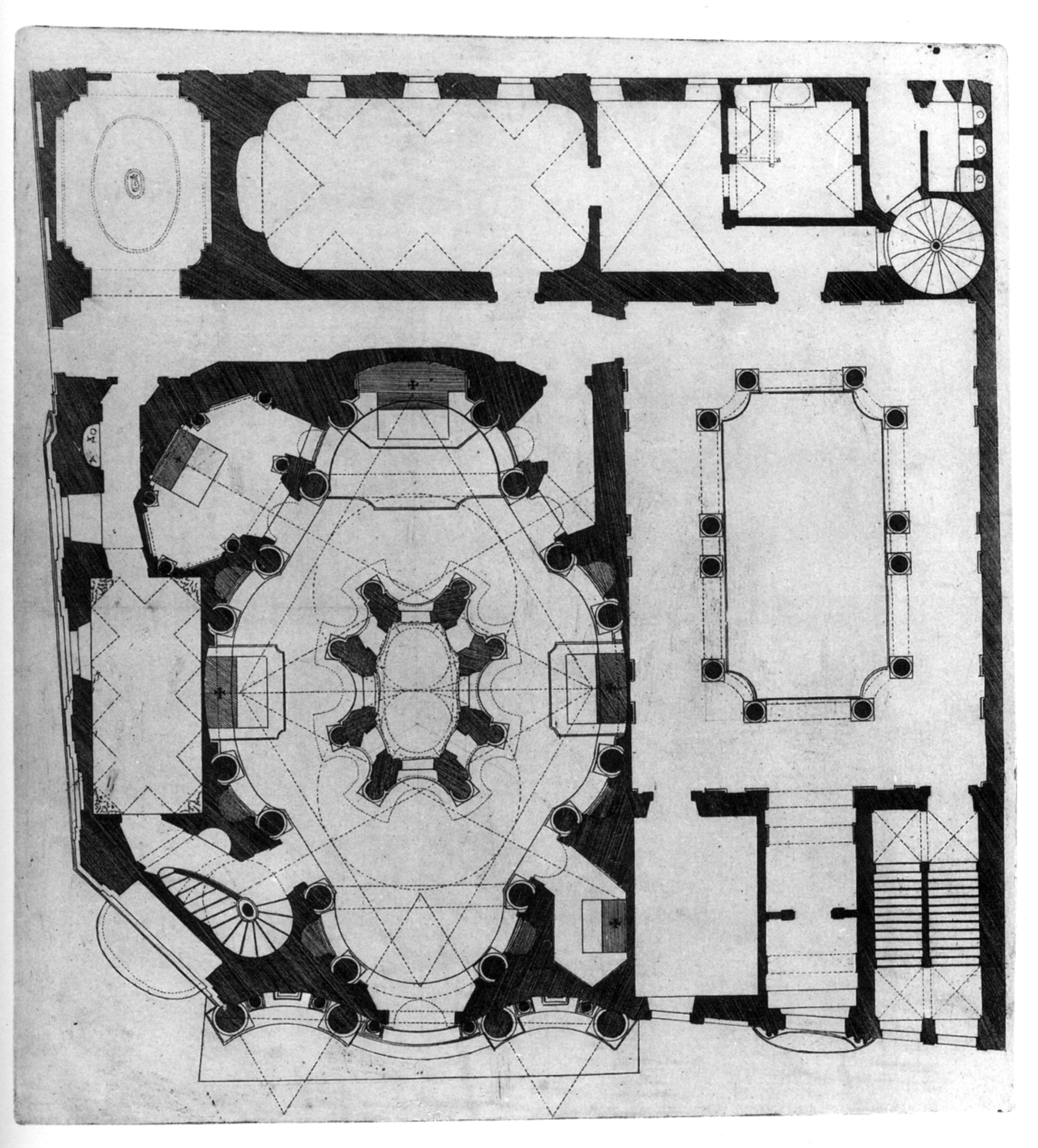
San Carlo alle Quattro Fontane.
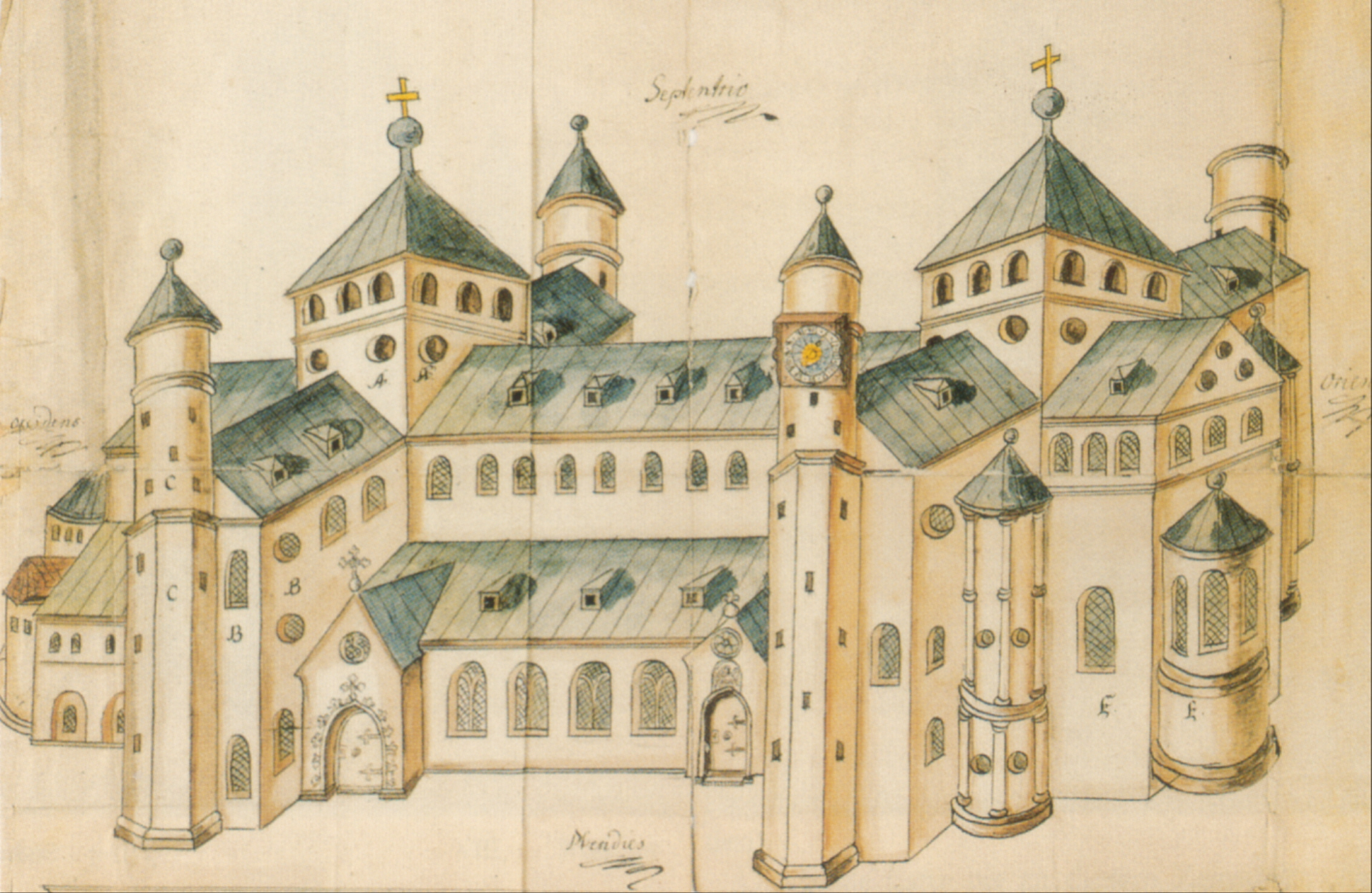
Representación esquemática de 1662 (cercana a una perspectiva axonométrica) de San Miguel de Hildesheim, iglesia otoniana.

San Salvador en Chora.
Vera Cruz de Segovia.
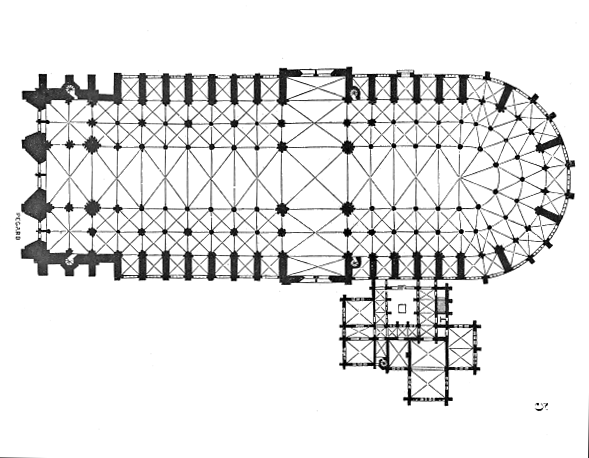
Notre Dame de París.
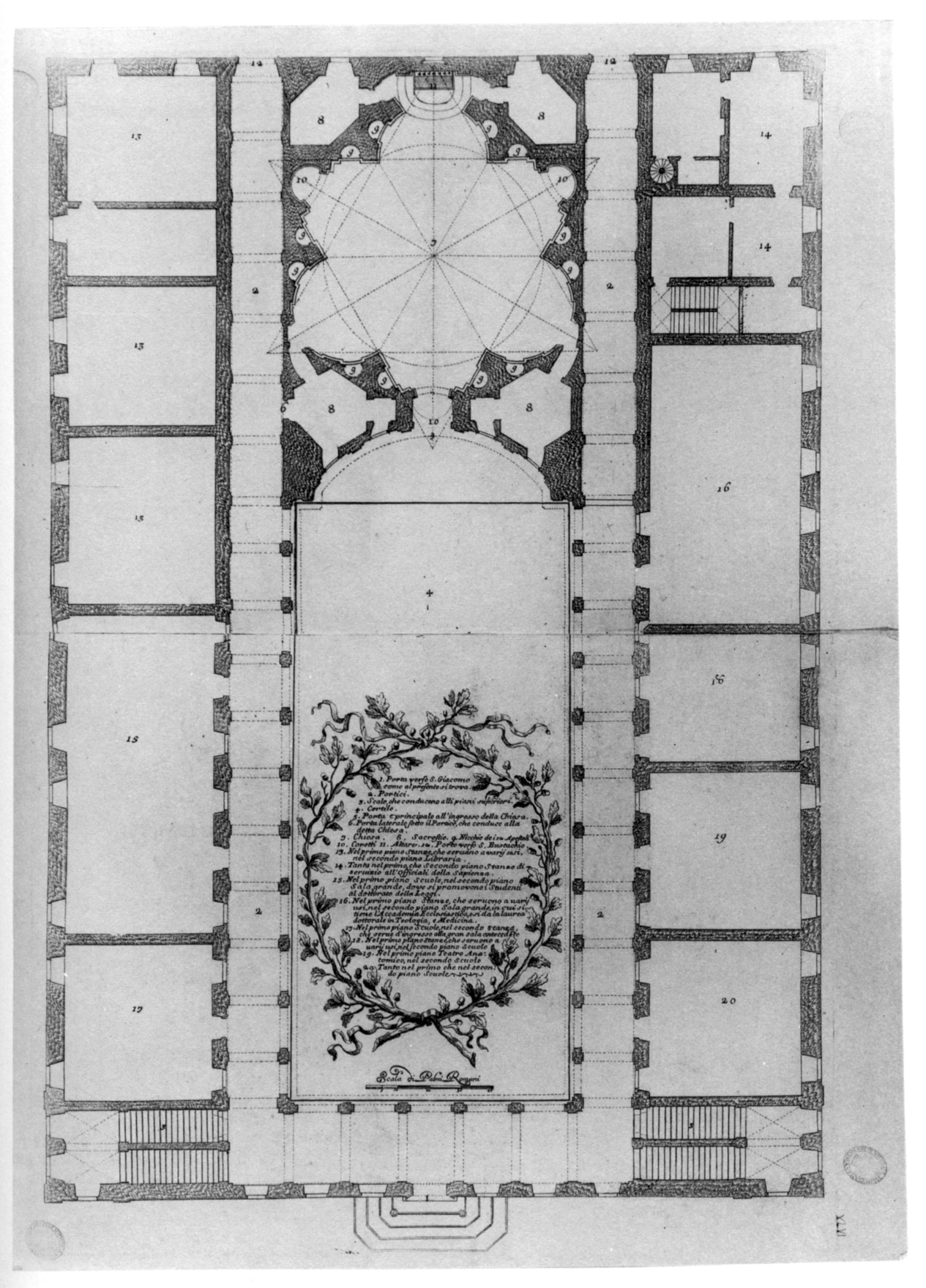
Sant'Ivo alla Sapienza.

Los particulares requisitos de la vida consagrada según las distintas reglas monásticas se vieron reflejado en las plantas de los monasterios medievales. La tipología es notablemente diferente en Oriente y Occidente, donde la forma más evidente es la del claustro.

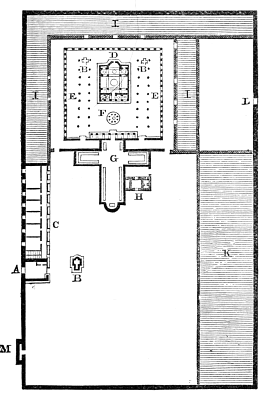
Monasterio de la Gran Laura, uno de los del Monte Athos (el centro más importante de los monasterios orientales u ortodoxos).
Monasterio de Arkadi, isla de Creta.
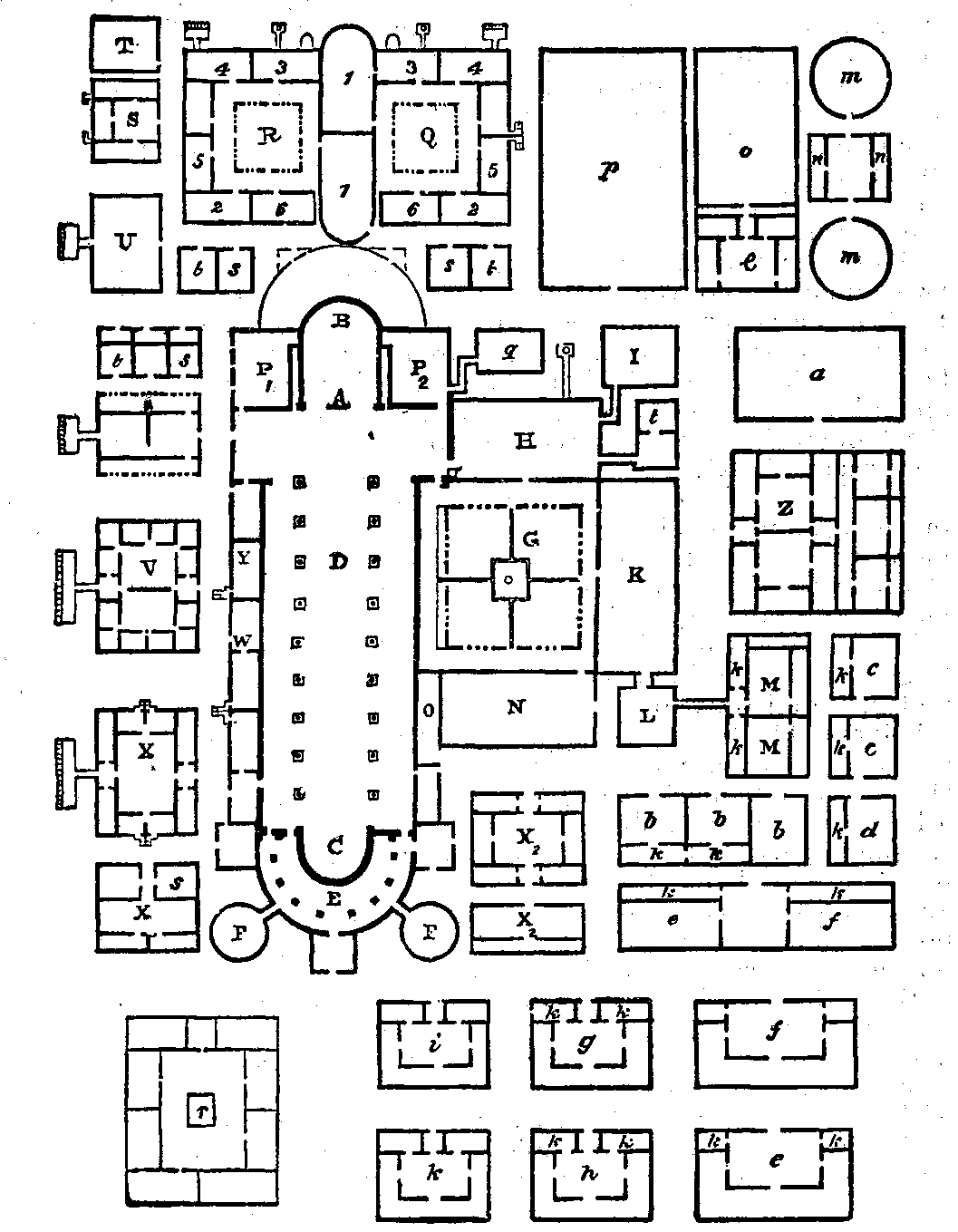
La llamada "Utopía de Saint Gall", modelo ideal de distribución de los espacios en el monasterio occidental que no responde a la traza real del monasterio de Saint Gall, sino a la yuxtaposición de los espacios necesarios para la forma de vida de los monasterios benedictinos.
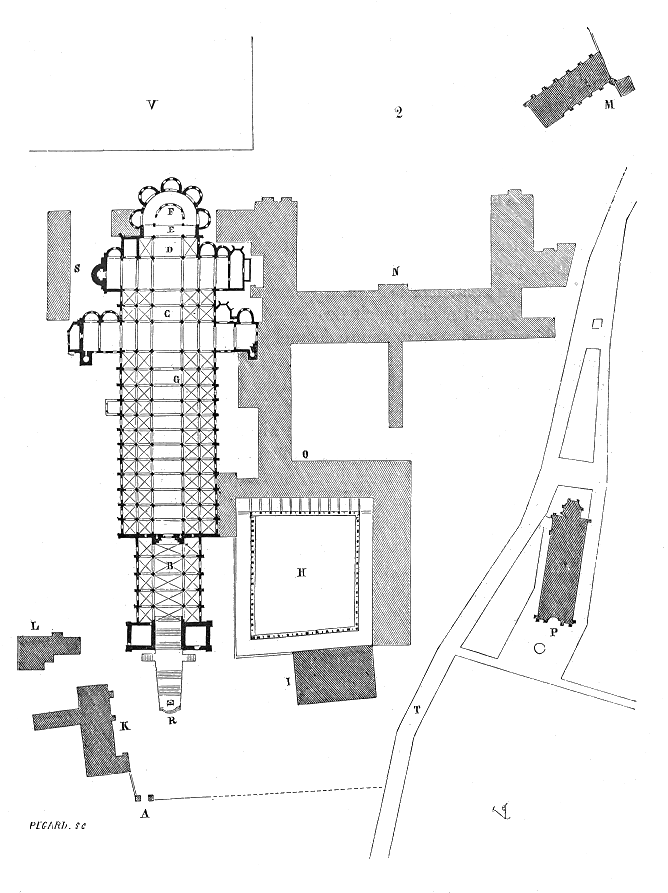
Abadía de Cluny, la casa central de la reforma cluniacense, que se expandió por toda Europa occidental.
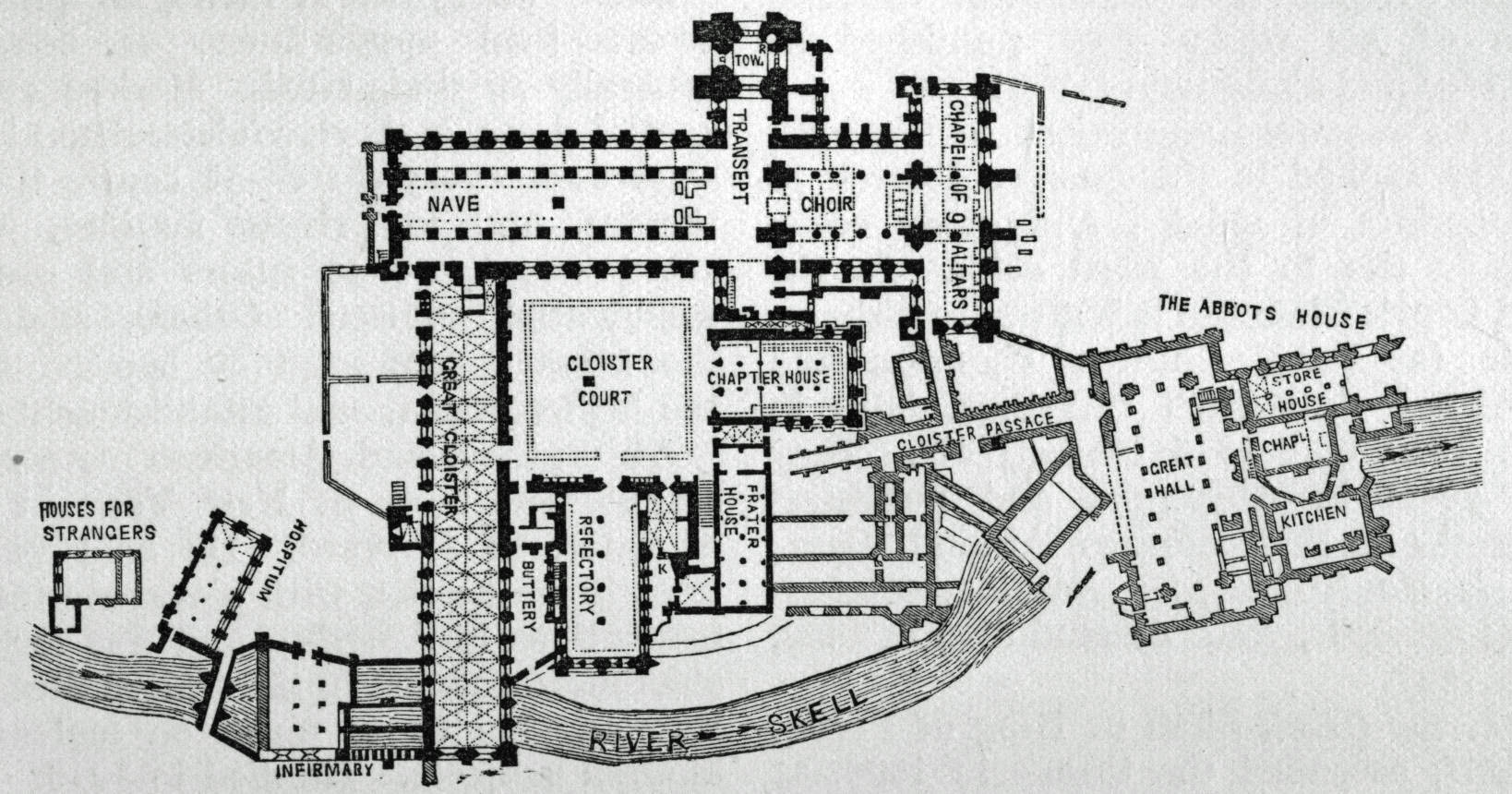
Abadía de Fountains (cisterciense, inglés).
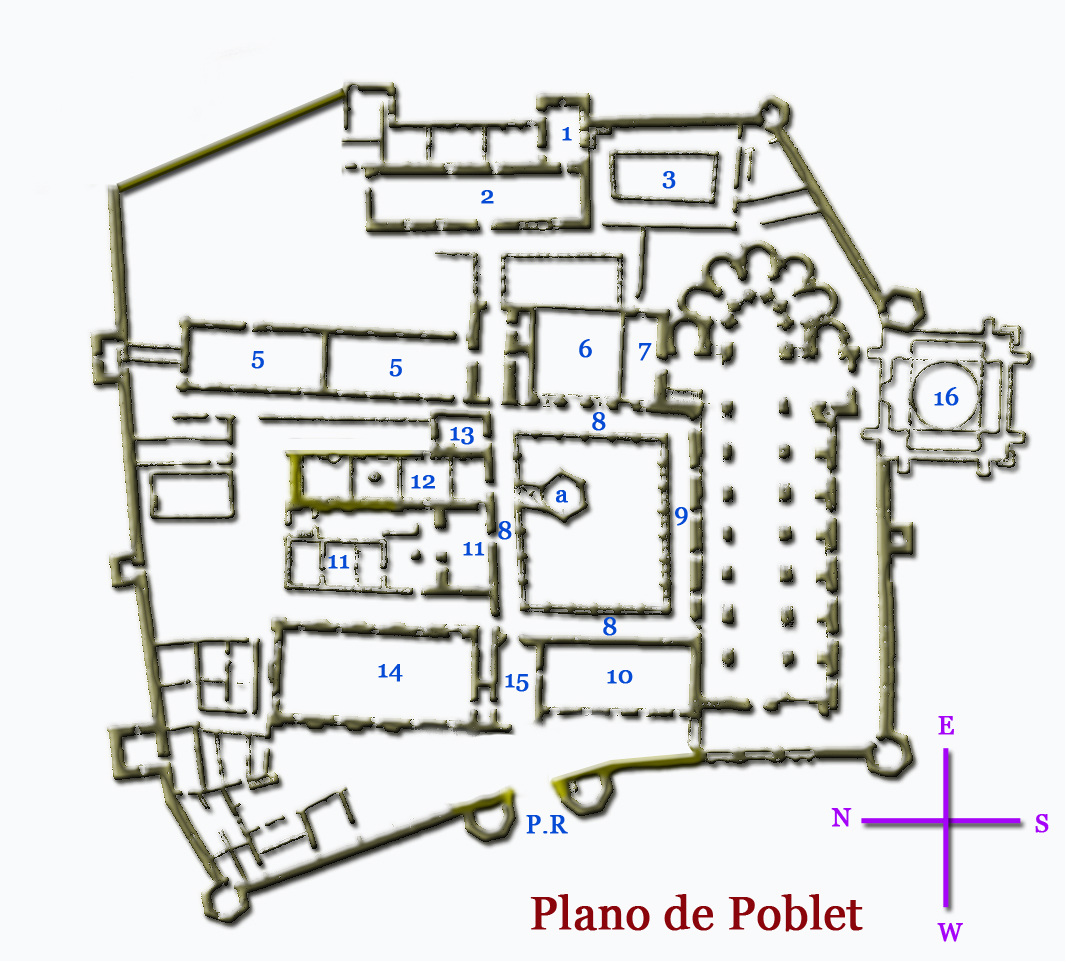
Monasterio de Poblet (cisterciense, español).

La presencia de iglesias en los monasterios, así como de claustros en buena parte de las iglesias occidentales, hace que la apariencia formal de las plantas de muchas iglesias y muchos monasterios sea similar.

### Estudio de la transformación de los edificios a través de sus plantas
Los tiempos de construcción de los edificios religiosos, que se prolongaban a través de los siglos, hicieron que muchos de ellos cambiaran radicalmente sus plantas al cambiarse de criterio en el proyecto. En otros casos fueron resultado de destrucciones parciales o totales.

Santo Sepulcro, Basílica de la Resurrección, Anastasia o Anastasis Rotunda
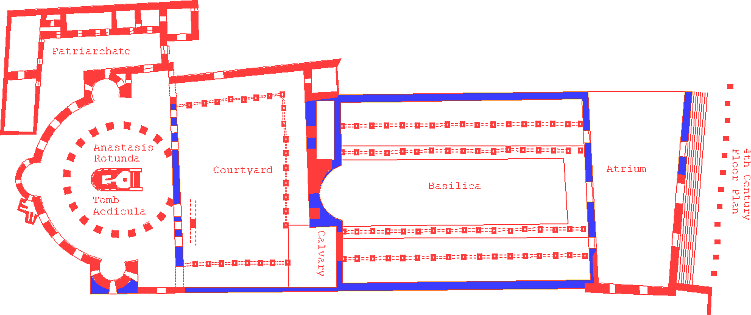
Época de Constantino.
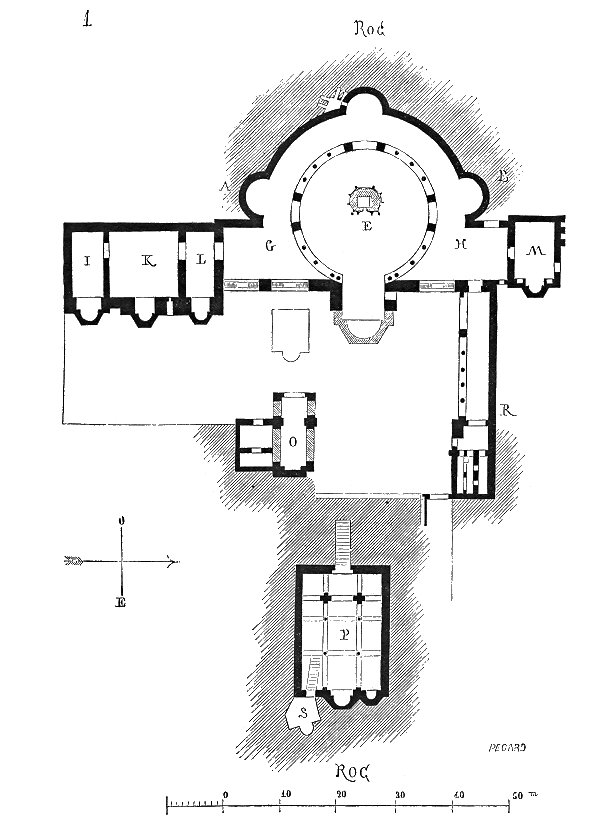
Época de las Cruzadas.
A partir del siglo XIX.

San Pedro del Vaticano
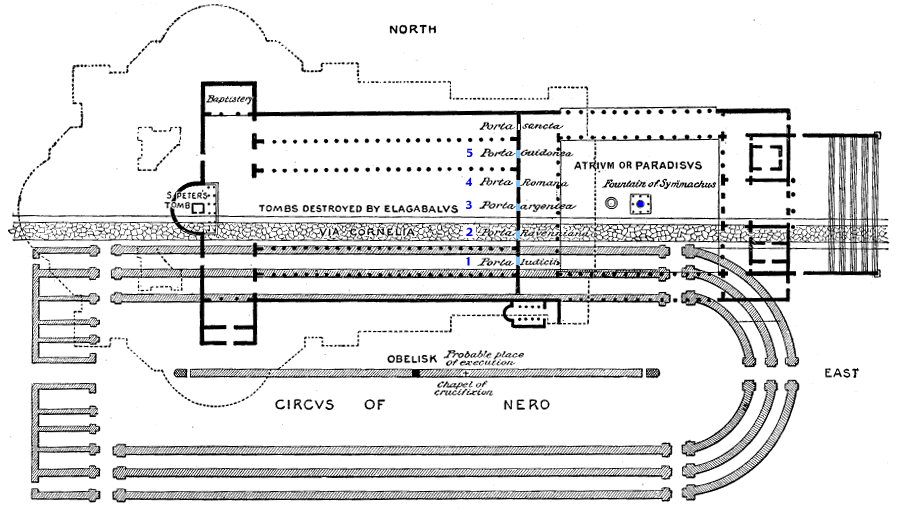
Superposición de las plantas de los sucesivos edificios anteriores al actual.
Proyecto de Bramante, basado en su experiencia anterior en San Pietro in Montorio (un templete de planta centralizada de reducidas dimensiones).
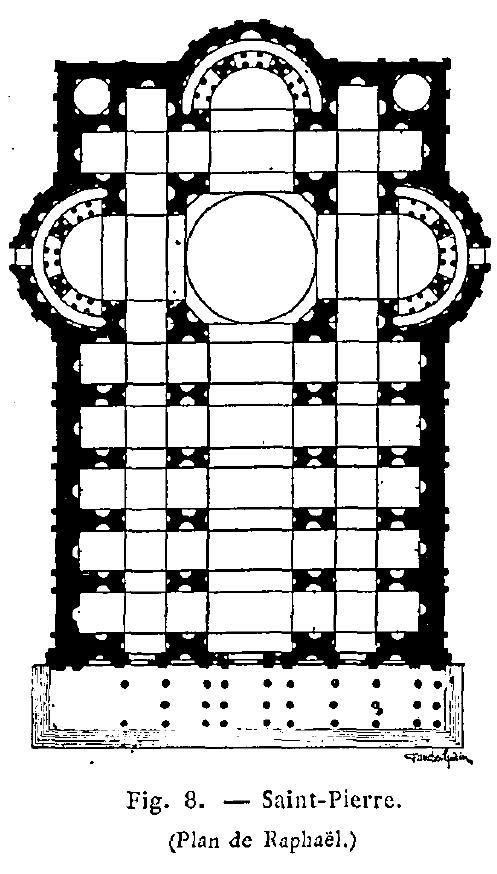
Proyecto de Rafael, que prolonga las naves en un brazo mayor, dejando una planta similar a la cruz latina.
Proyecto de Miguel Ángel, que recupera el proyecto centralizado de Bramante, pero con modificaciones significativas en la cúpula, que se aprecian en la extraordinaria dimensión de los pilares centrales.
Planta actual, con la prolongación de naves y fachada de Maderno.

La catedral de Siena en 1339 se proyectó ampliar de modo extraordinario (convirtiendo el brazo mayor en el transepto), aunque la peste de 1348 obligó a dejar las obras inconclusas (el actualmente denominado facciatone). La de Gerona, cuya cabecera responde a las convenciones del gótico (división en varias naves), fue terminada en el siglo XV con una nave diáfana de extraordinaria anchura y altura, proyectada en 1416 por Guillermo Bofill.

Catedral de Siena.
Catedral de Gerona.

## Plantas en la arquitectura islámica
Las plantas de las mezquitas de los distintos territorios incorporados en la expansión del islam de los siglos VII y VIII respondieron a la adaptación de los requisitos religiosos básicos (en teoría derivados de la casa de Mahoma en Medina) a las tradiciones arquitectónicas locales (bizantinas, persas, visigodas, hindúes, etc.)

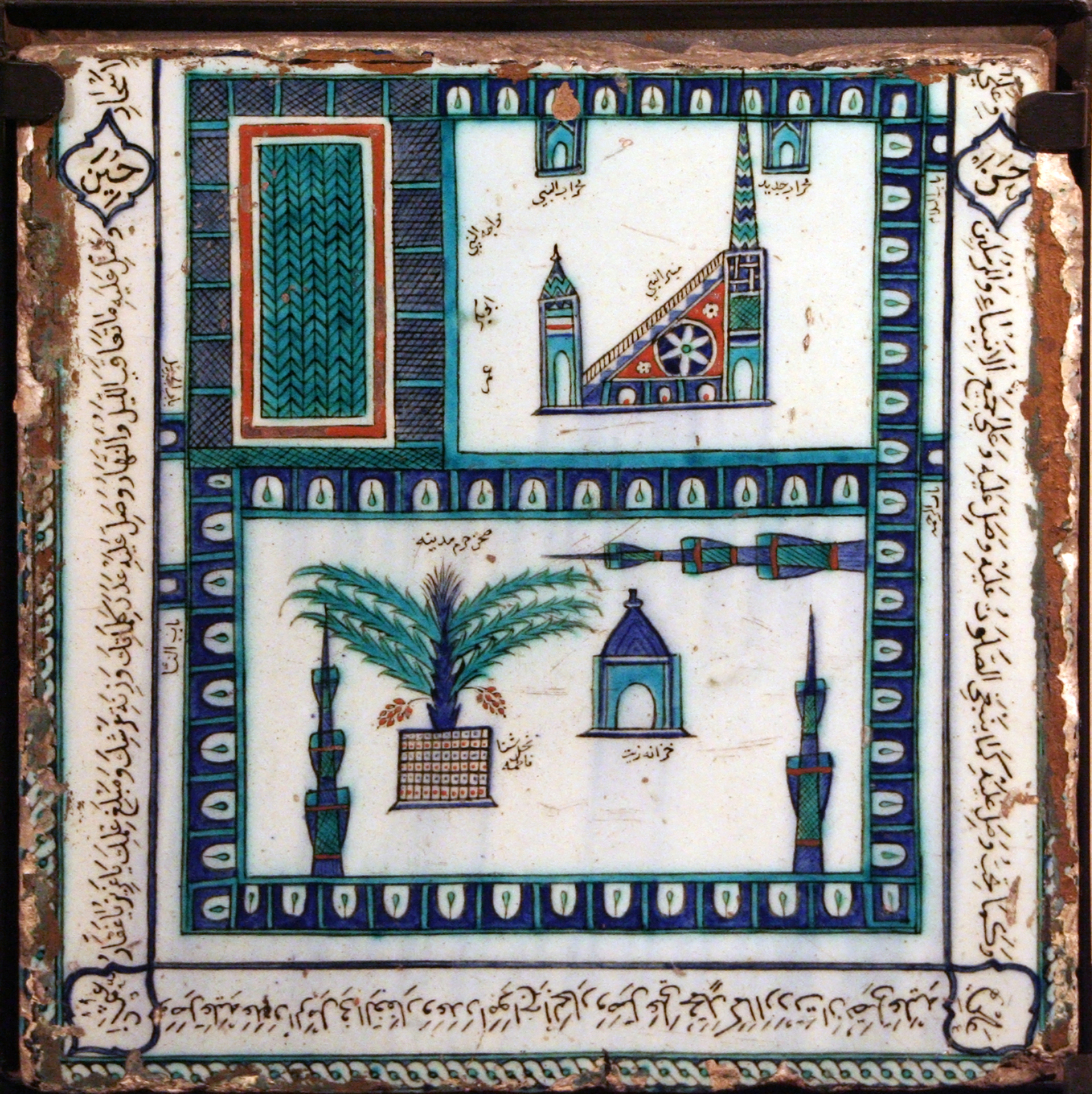
Representación esquemática de la Masjid al-Nabawi de Medina.
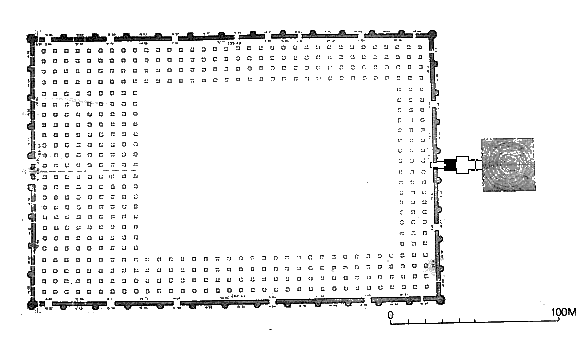
Gran Mezquita de Samarra.
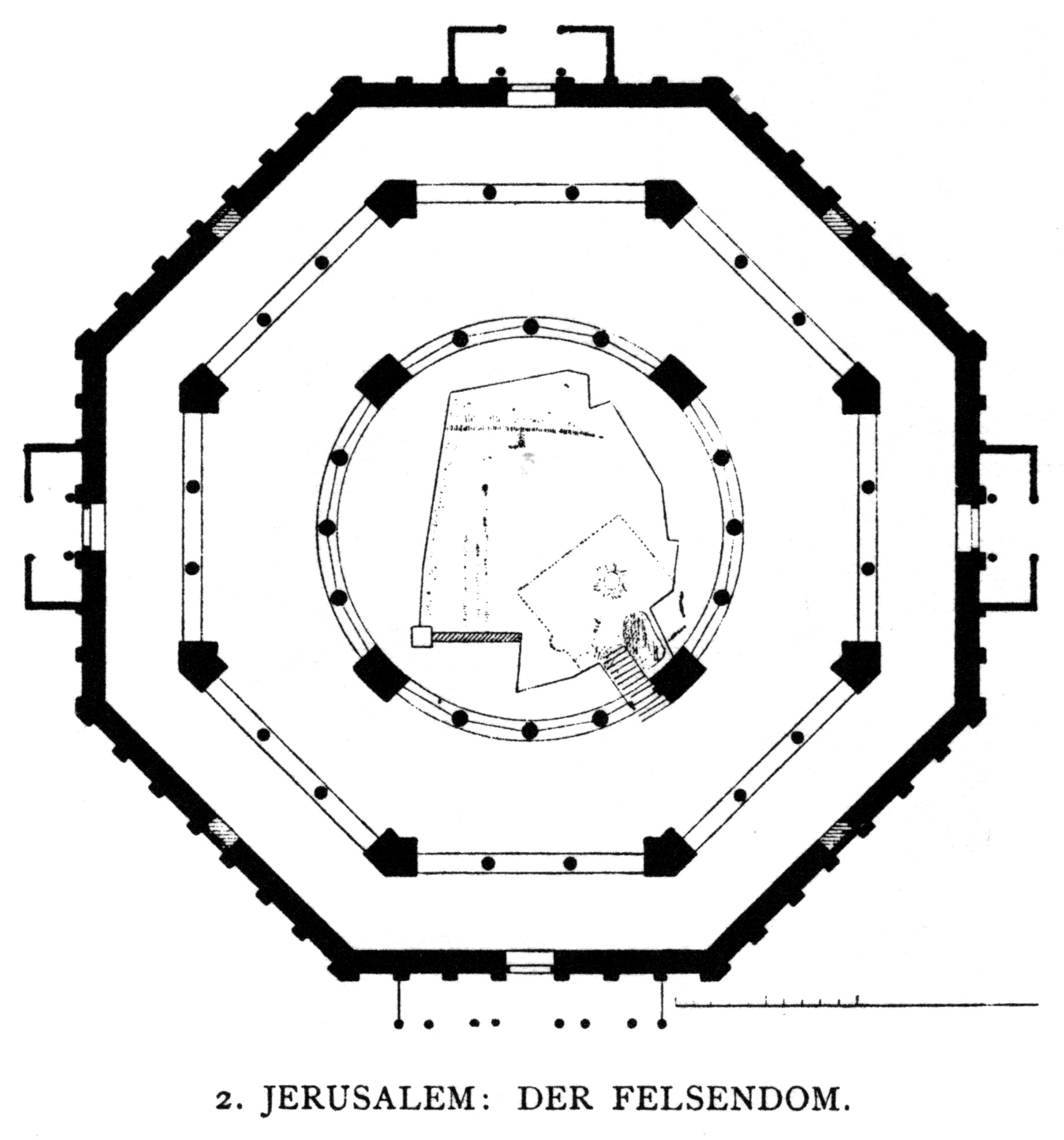
Mezquita de la Roca.

## Plantas en la arquitectura militar
Los castra y burgi romanos tenían plantas regulares, de base cuadrangular (sobre ellas se levantaron muchas ciudades de trazado urbano ortogonal).

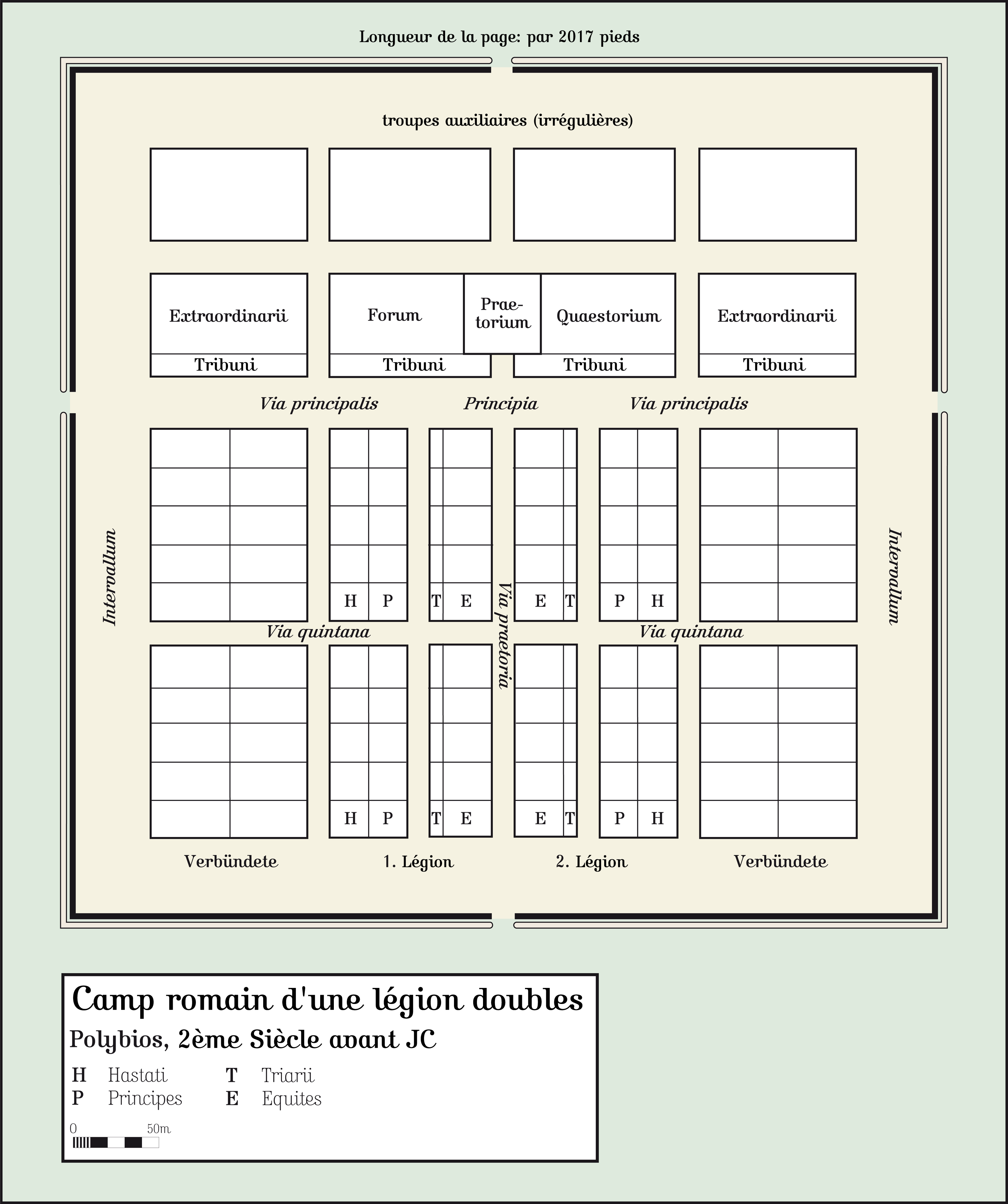
Planta de campamento romano (castrum), según la descripción de Polibio.
Cardus y decumanus de Caesaraugusta sobre plano moderno del centro de Zaragoza.
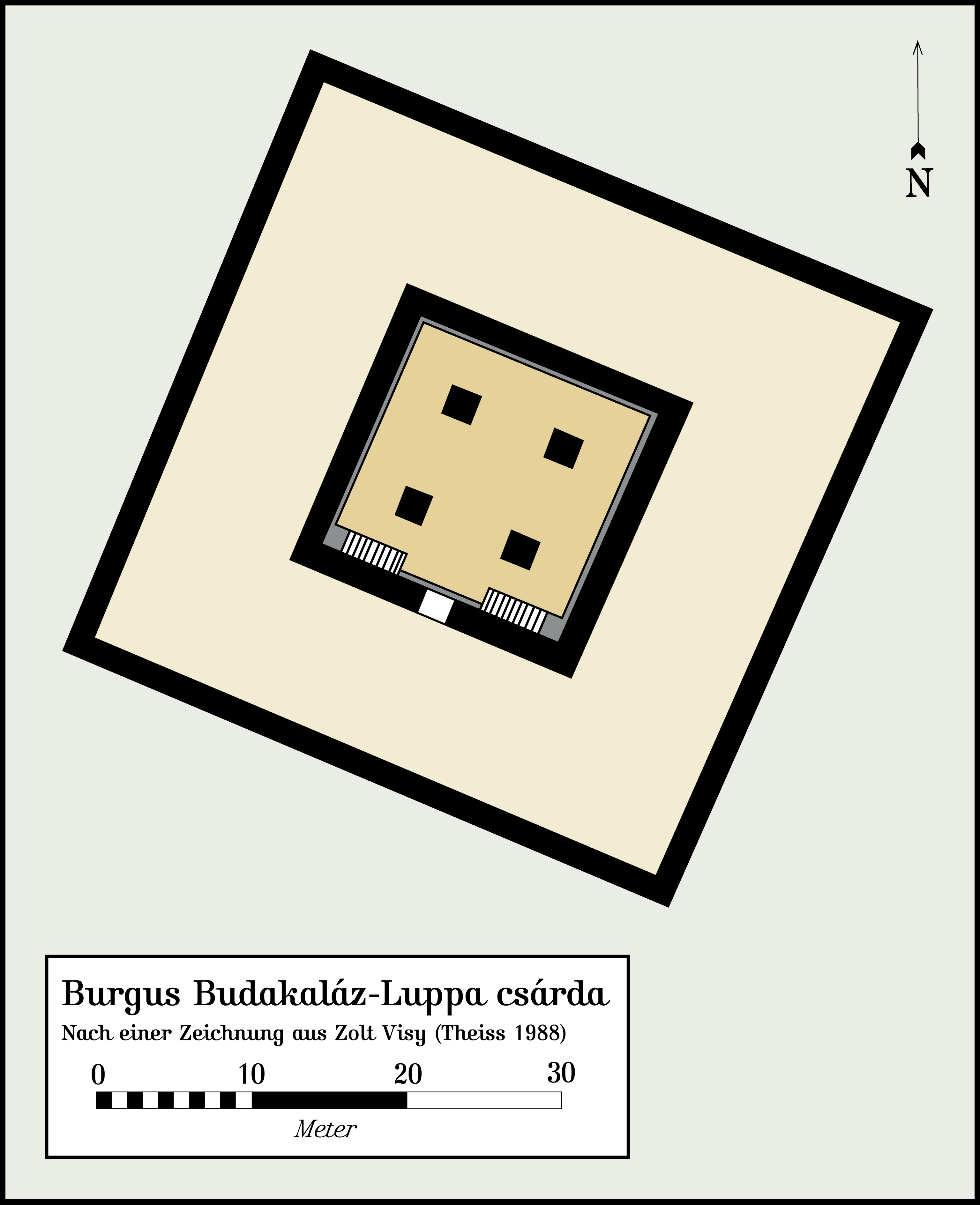
Burgus de Budakalász-Luppa csárda, en el Limes Pannonicus.
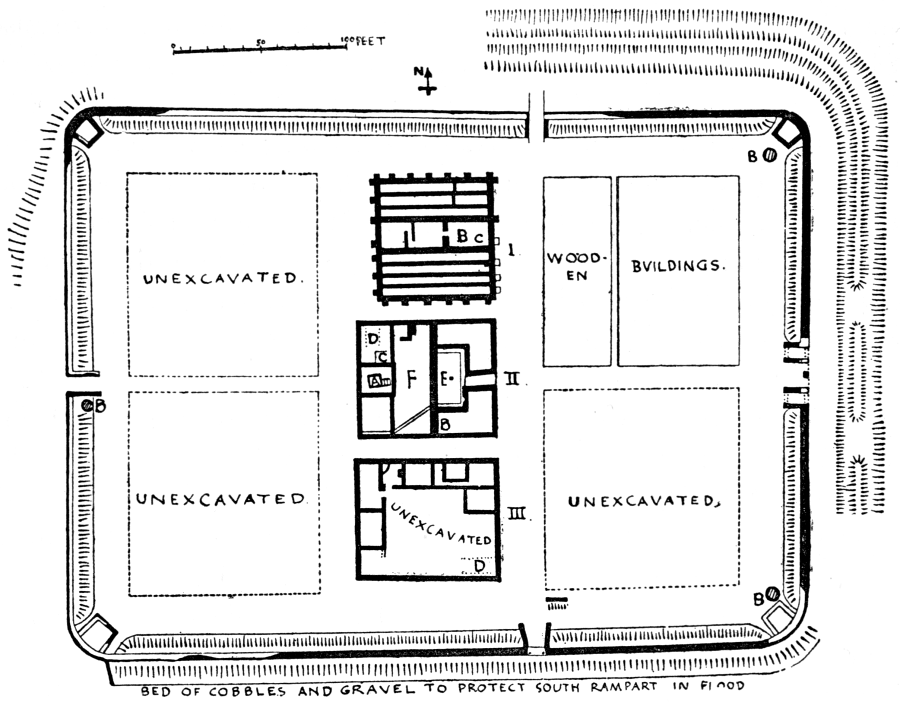
Fuerte romano de Galava.

Los castillos medievales muy a menudo se adecuaban a la topografía, resultando plantas irregulares. La traza italiana fue una respuesta al desafío que la artillería suponía para los lienzos de las murallas.

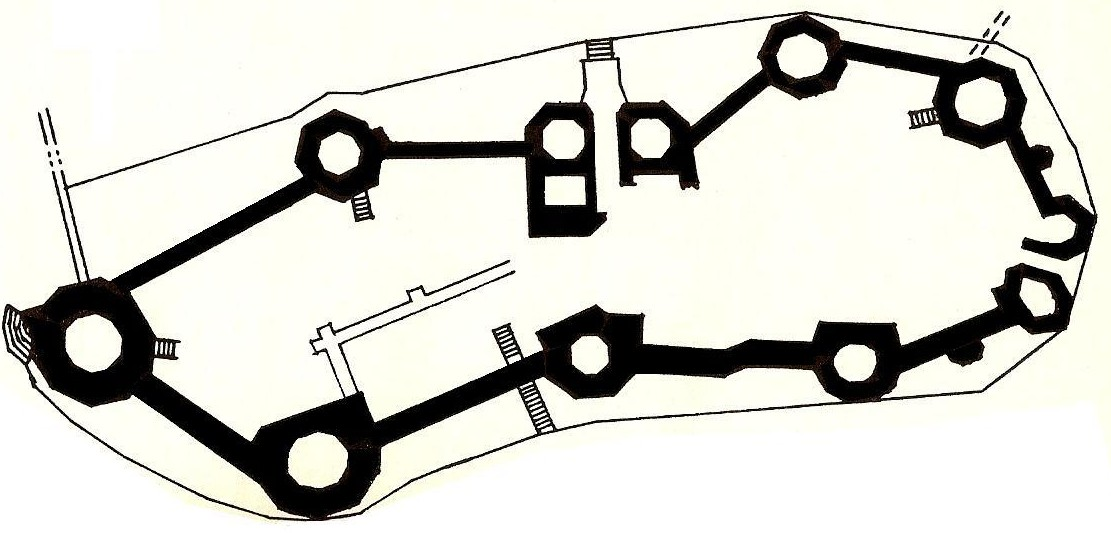
Castillo de Caernarfon.
Castillo de Laarne.[32]
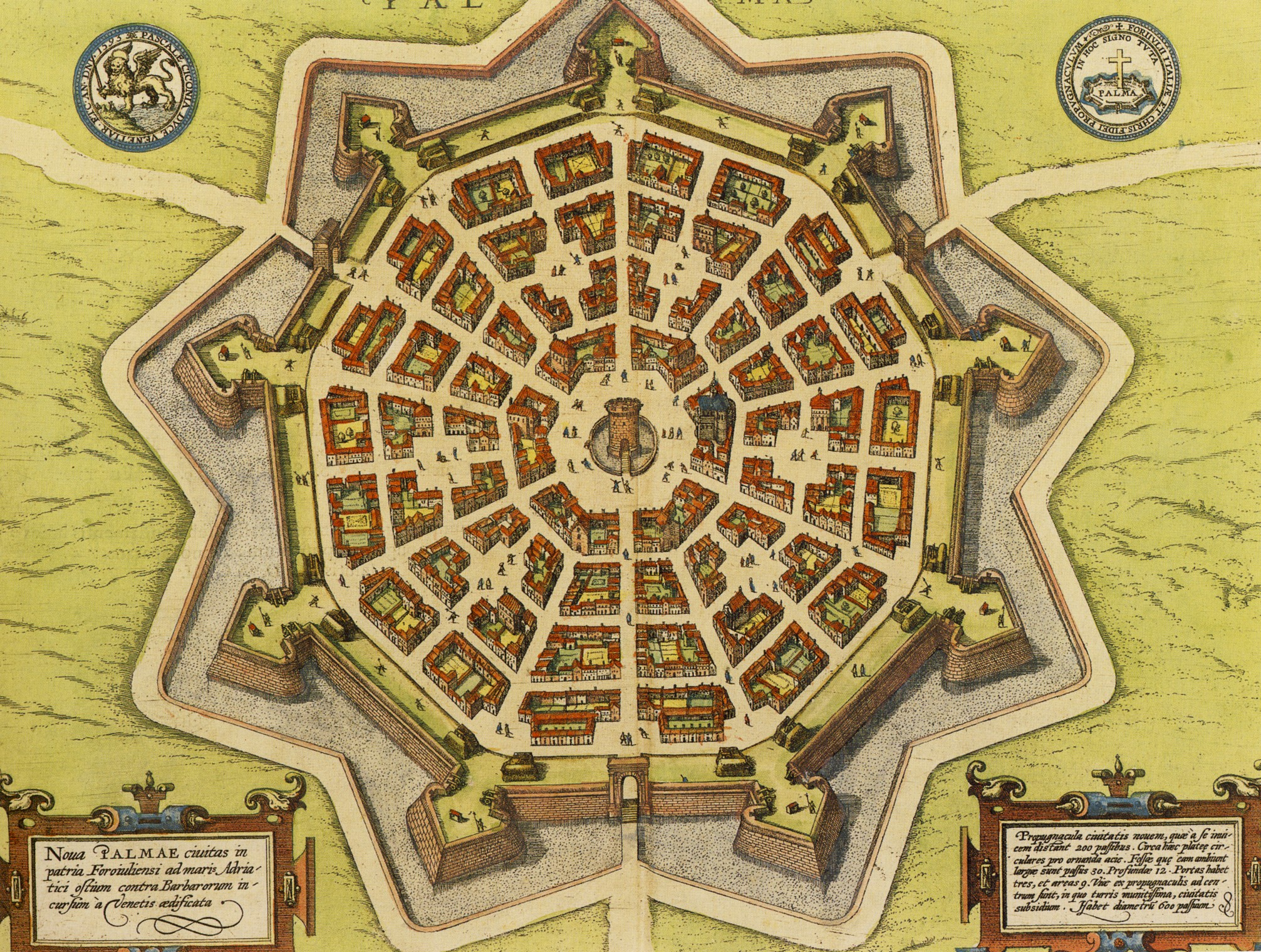
Fortificación de Palmanova, traza italiana.
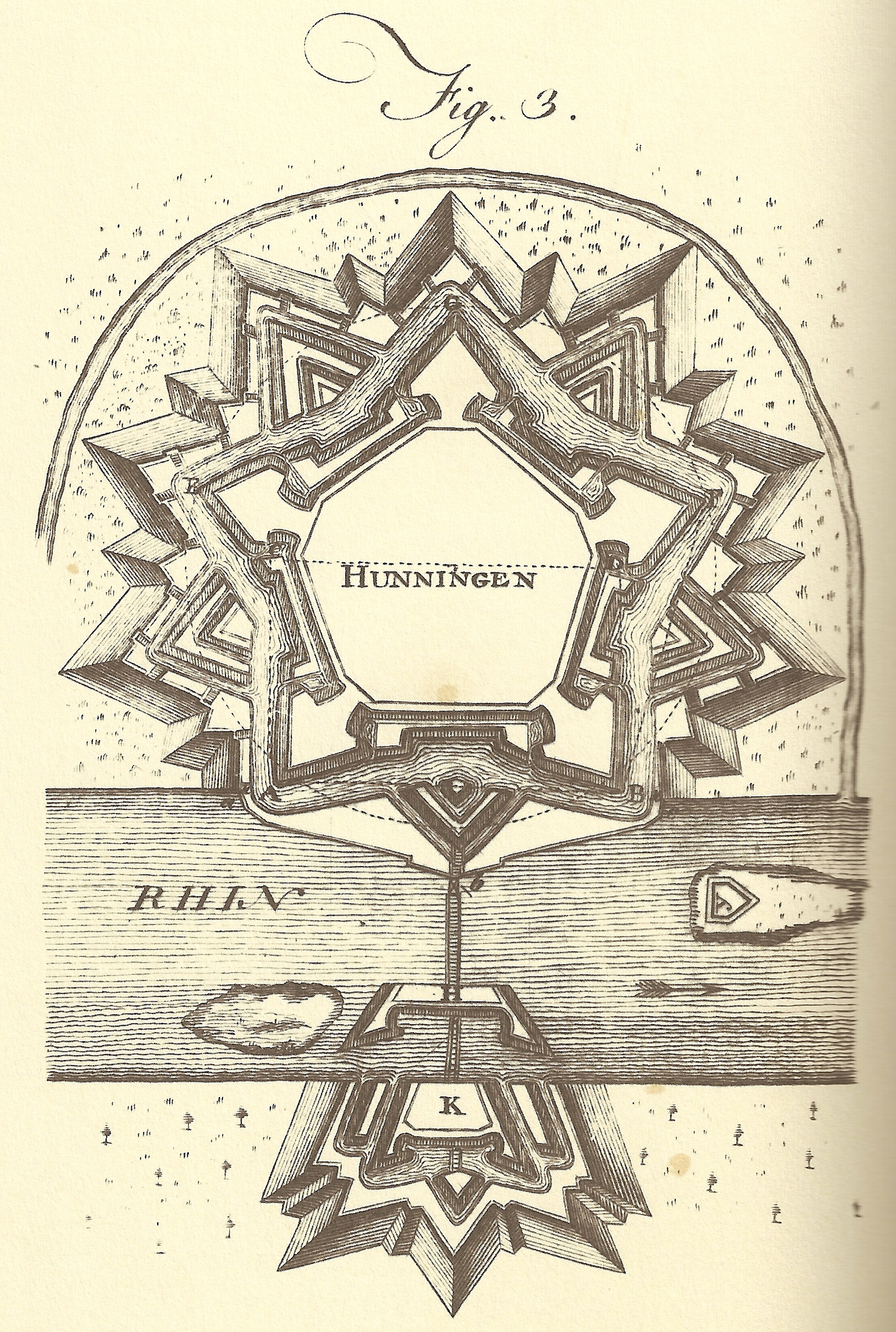
Fortificación de Huningue, del ingeniero militar Vauban.

Elementos singulares, bien visibles en las plantas de castillos y palacios fortificados, como la torre del homenaje (donjon), el patio de armas o la sala (hall) denominada en latín curia regis (cour en francés o corte en castellano), de función representativa que va más allá de lo estrictamente militar, tuvieron extensión en la arquitectura palaciega de la Edad Moderna. El mismo concepto francés de château pasó a denominar a un palacio rural (Versalles o los châteaux de la Loire), mientras que el de palais se reservó para el palacio urbano (el Louvre o el Palais Royal). Localmente las denominaciones, tipologías y predominio de la función defensiva o residencial varían extraordinariamente (torres, casas-torre, casas fuertes, pazos, manor houses, etc.)

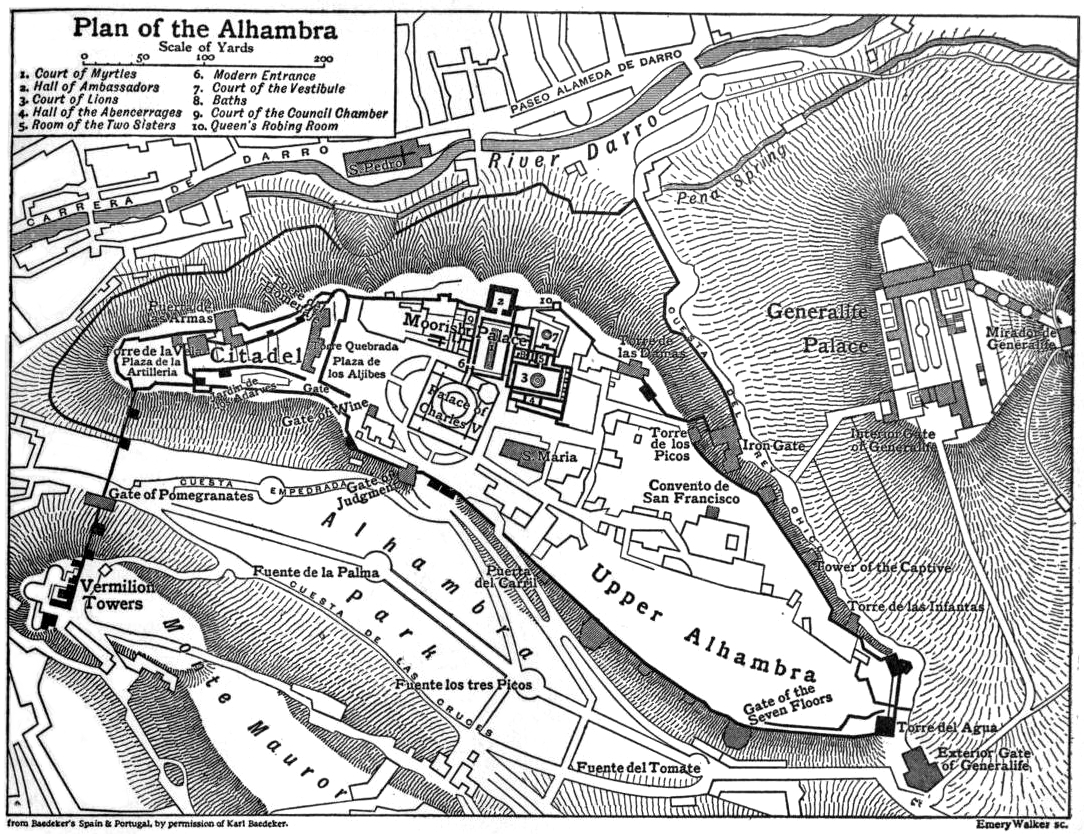
Alhambra de Granada, un conjunto palaciego en un enclave fuertemente defendido.
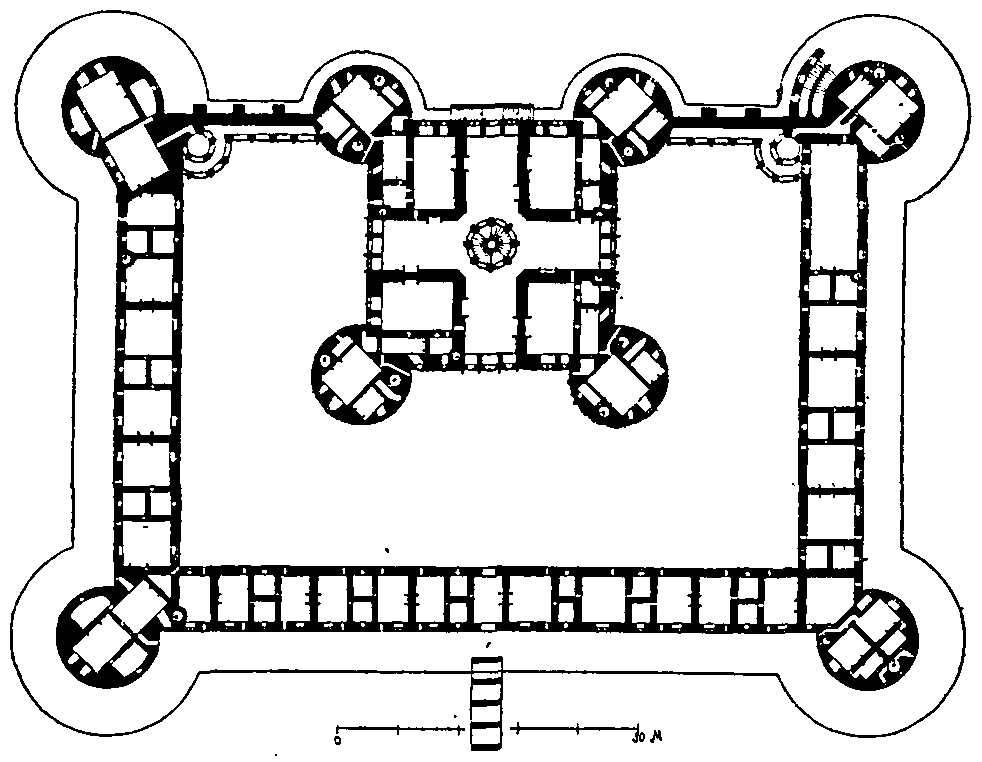
Chateau de Chambord.
Hofburg de Viena.
Palacio Real de Madrid, con la aneja Plaza de la Armería, espacio utilizado para paradas militares, recepciones protocolarias e incluso bodas reales.

## Plantas en la arquitectura de civilizaciones distintas de la occidental

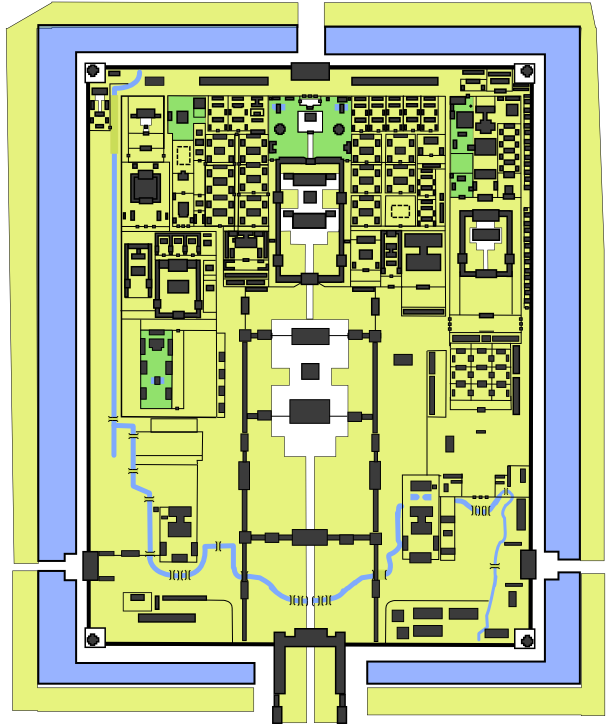
Ciudad Prohibida.
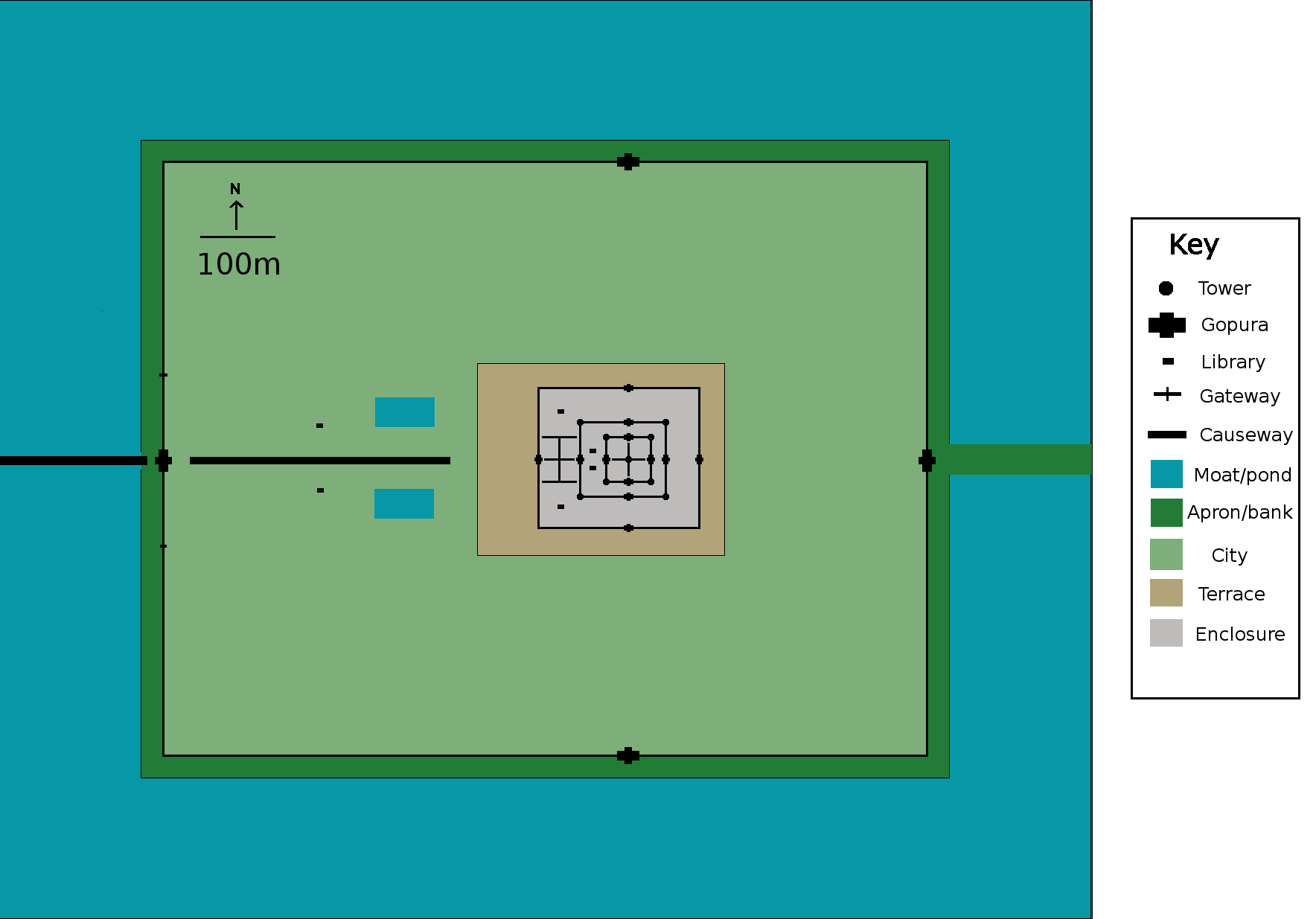
Angkor Wat.
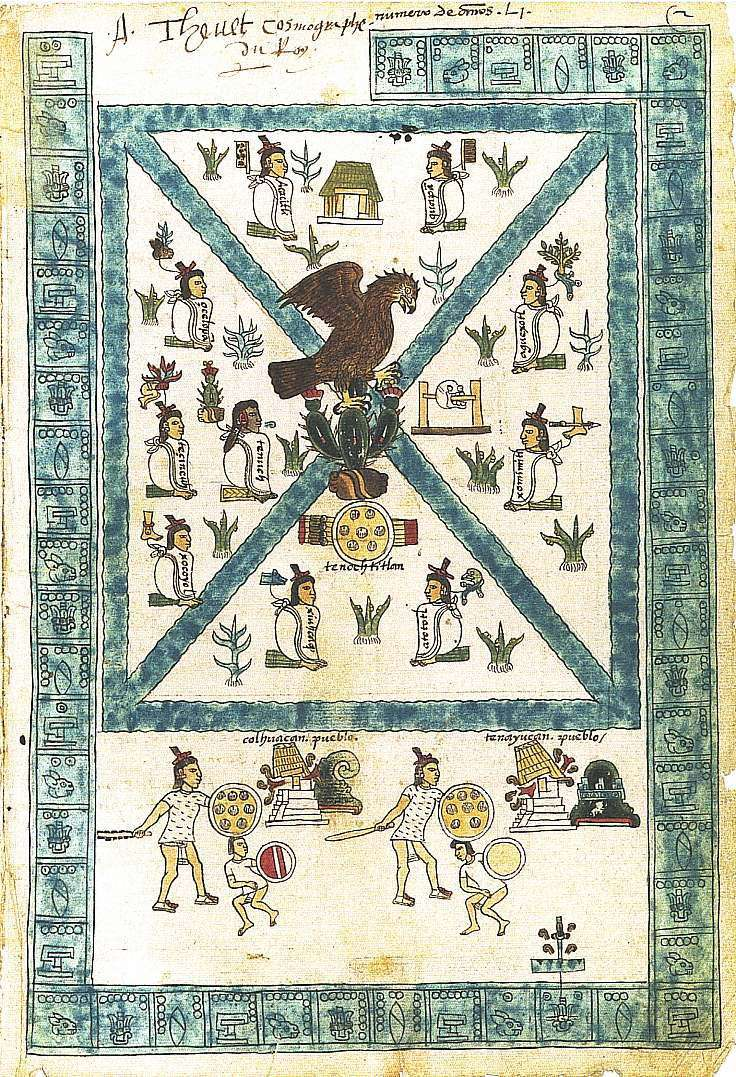
Representación esquemática de Tenochtitlán en el Códice Mendoza.
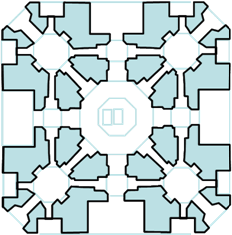
Taj Mahal.